# Lista över mottagare av För tapperhet till sjöss
Detta är en lista över mottagare av För tapperhet till sjöss. 1788-1885

Sammanlagt 2 900 silvermedaljer och 90 guldmedaljer utdelades fram till 1818 för insatser under krig perioden 1788-1814.
Under perioden 1814-1885 delades fem medaljer ut för insatser i utländska konflikter.

## UnderGustav III:s ryska krig1788-1790
1595 silvermedaljer beställdes för att delas ut åren 1788-1798.

### Arméns flotta
- Mats Appelbom, född 1765- död efter 1821, underskeppare vid Arméns Flotta 1810, ”Kännare af mindre fartygs takling. Skrifver och räknar dåligt”. Deltog vidSvensksund 1790 som menig och fick medaljen i silver, .[1]
- Jakob Mangström, Styckjunkare , Arméns flotta (Sthlms esk.), tilldelad två gånger 1790.
- C. O. Schröder, Underskeppare, Arméns flotta (Sthlms esk.), Tilldelad två gånger 1790.
- Erik Almgren, född i Uppland 1765,  (levde 1819). - Antogs 1789 som nr 3 vid 3. kompani vid Arméns flottas Volontärregementet i Sthlm; civil yrke murare; avsked för sjukdom 181928/6. - SMts 1790; fick icke medalj pension[2]
- Matts Appelbom, (1765-02-26/2 - 18??) (levde 1821). Var 1808-1809 förhyrd skeppare vid Armens Flotta, kom i tjänst där som underskeppare 10 december 1810, i tjänst ännu 1821. Betyg 1816: god, "Kännare av 87 mindre fartygstackling. Skriver och räknar dåligt." SMts 1790 för Svensksund, fick pension från och med 1816.[2]
- Erik Arnqvist,båtsman, erhöll medaljen 1790 under namnet Erik Hafberg vid rote 7, 2. Norrlands 1-delskompani. För insats under Viborgska gatloppet.[3]
- Johan Zacharias Bäckier, född i Sachsen 1770, död 18?? (levde 1816). Antogs 1790 vid Armens Flottas Stockholmseskader; styckjunkare 1 september 1802  stod 1816 vid 6. kompaniet. SMts 1789, fick icke pension. [2]
- Mathias Ekman,  född i Äland 1772,  (levde 1815). - Antogs 1810 15/5 vid AF som nr 2 vid amiral Hielmstiernas kompani; transporterad 1814 till nr 2 vid 5. kompani av Volontärregementet i Sthlm; avsked "för sjuklighet" 1815 27/2. - SMts 1790.[2]
- Johan Fontaine, född i Karlskrona 1763, död 27 november 1816. Styckjunkare 27 oktober 1796 vid Arméns flottas Stockholmseskader, stod 1816 vid 7. komp i Stockholm. SMts 1790, SMts 1808 för Grönviksund, fick icke pension för någondera medaljen.[2]
- Jakob Holmström, föddi Nylands län 1742,  (levde 1817). - Antogs 1776 vid Arméns flotta; var 1815 nr 6 vid 8. kompani av Volontärregementet i Stockholm; avsked 9 juni 1817 . - SMts 1790; fick icke medaljpension.[2]
- Samuel Lundström, född i Nystad 1766, (levde 1815). - Antogs 1803 vid Arméns flotta, var 1813 nr 21 vid 7. kompani av Volontärregementet i Stockholm; avsked "för sjuklighet" 30 april 1813; civilyrke skräddare. - SMts 1790.[2]
- Elias Nemlander, född 18 december 1766, död 1823. Kom 2 oktober 1787 i tjänst vid Armens Flotta, 1790 bevistade som styckjunkare och chef på kanonjolle bataljerna vid Fredrikshamn, Viborg, Kovisto kyrka, Viborgska gatloppet och Svensksund, 1808 fången på Sveaborg, 14 juni 1810 återkom från Ryssland till Stockholm, 1815 chef på kokbåten nr 26. SMtFredhmn/Svsund 1790, SMts samma år, SMtf samma år, fick pension från och med 1816. [2]
- Nordberg, Johan Liljenstensson, " 1767, t 1831 20/6. - Antogs 1798 för nr 9 (Länna socken) vid Södra Roslags kompani:s l:a del; generalmönstring 1816: "välbefaren". - SMts 1789, då han var volontär vid Armens Flotta; pensionsbrev nr 78.[2]
- Anders Orgman, född i Stockholm 1772, död 18?? (levde 1816). Antogs 1789, styckjunkare 11 februari 1811 vid Arméns flottas Stockholmseskader, stod 1816 vid 5. komp i Stockholm. SMts 1790, fick icke pension. [2]
- Carl Adolf Preutz, född i Stockholm 1771, (levde 1831). - Antogs 1812 som nr 21 vid 3. kompani av Arméns flottas Volontärregementet i Sockholm; avsked efter ansökan 1815 8/6. - SMts 1790; ånyo SMts 1813 för Stettins belägring; medalj pension från och med 1816. Dubbelmedaljerad. [2]
- Johan Arvid Sandberg, född 14 maj 1766, död 18?? (levde 1821). Antogs vid Arméns flotta 1789, sergeant 9 september 1793, styckjunkare 1 september 1796,  i tjänst ännu 1821. SMts från Gustaf III:s tid, fick icke pension. [2]
- Abraham Sandberg, född i Småland 1753, död i Marinens sjukhus i Stockholm 2 mars 1819. - Antogs 1770 vid Arméns flotta; var 1815 premiärkorpral nr 25 vid 7. kompani av Volontärregementet i Stockholm; civilyrke skräddare. - SMts 1790; fick icke medaljpension. [2]
- Carl Olof Schröder,  född 7 februari 1761, död 18?? (levde 1816). Kom i tjänst 8 juli 1788 vid Arméns flotta som överstyrman, avsked 1791-1805 för handelssjöfart, underskeppare 1 maj 1807 vid Stockholms eskader, har styrmansexamen. Betyg 1816: Dålig. "Känner Takling af mindre fartyg. Skrifver och räknar dåligt." - SMtFredhmn/Svsund 1790 och SMts samma år, fick pension från och med 1816. [2]
- Mathias Carlsson Styrman, född ca 1767,  (levde 1828). - Antogs 1789 för nr 31 (Hemse ting) vid 2. Gotlands kompani; generalmönstring 1816: "Välbefaren"; avsked 182813/9 "för alder". - SMts 1790 för Svensksund; fick icke pension. [2]
- Erik Termaenius, född 12 mars 1756, död 18?? (levde 1816). 31 maj Kom 1777 i tjänst vid Arméns flotta, blev 1785 korpral, bevistade 1788 alla årets sjöbataljer, 1789 bevistade samtliga sjöbataljer, 1790 bevistade slagen vid Fredrikshamn, Svensksund och Viborgska gatloppet, 26 april 1804 undergick examen, 30 mars 1805 styckjunkare, 1808 angen å Sveaborg, 1810 återkom från Ryssland till Stockholm, (har 1816 trettionio tjänsteår). SMtf 1789, SMtFredhmn/Svsund 1790, SMts samma år, fick icke pension. Trippelmedaljerad. [2]
- Mathias Larsson Thun, född 1765, (levde 1831). - Antogs 1789 för nr 86 (Banda ting) vid 2. Gotlands kompani; generalmönstring 1816; "Välbefaren"; i tjänst ännu 1831, men 1833 var numret vakant. - SMts 1790 för Svensksund; pensionsbrev nr 88. [2]

### Livregementet till häst
- nr 28 Nils Ahrenberg, född i Uppland 1774,  (levde 1831). - Antogs 1802 för nr 28 Väster-Arninge vid Livskvadronen av Livregementet till Häst, sedan 1815 Livregementsbrigadens Dragonkår; avsked 1831 22/6. - SMts för Svensksund 1790, tilldelad av Konungen 181722/7; medaljpension från och med 1818. - Två gånger sårad 1788 samt hade förut tjänst först vid "Kongl. Flottan", sedan vid Livgardet till Häst, "tillsammans 42 år med utmärkt beröm". [2]
- nr 57 Munter, Livregementet till häst, tilldelad silvermedalj, sårad i handen vid slaget vid Fredrikshamn 1790.[2]
- nr 67 Hävelin, Livregementet till häst, tilldelad silvermedalj, illa sårad i axeln, vid reträtten från Björkösund
- Peter Wäppling, född i Uppland 1767, död 27 november 1830. - Antogs 1785 för nr 73 Väppeby vid Livskvadron av Livregementet till Häst, sedan 1815 Livregementsbrigadens DragonHr; regementsprofoss där 13 februari 1816. - SMts för Svensksund 1790, tilldelad av Konungen 22 juli 1817; medalj pension från och med 1818.[2]
- nr 81 Bengtsberg, Livregementet till häst, tilldelad silvermedalj, Fingo Skrå Hattarna sönderskutne och Contusion vid Fredrikshamn  vid slaget vid Fredrikshamn 1790.[2]
- Carl Trogen: född i Sparrsätra socken 1770, (levde 1824 i Lädö). - Antogs 5 augusti 1791 för nr 81 Uidö vid Majorens skvadron av Livregementet till Häst, sedan 1815 Livregementsbrigadens Dragonkär; avsked 1819 19/4. - SMts för Svensksund 1790, tilldelad av Konungen 22 juli 1817; medaljpension från och med 1818.[2]
- nr 88 Åhrström, Livregementet till häst, tilldelad silvermedalj, sårad i låret vid slaget vid Fredrikshamn 1790.[2]
- nr 98 Ekegren, Livregementet till häst, tilldelad silvermedalj, Fingo Skrå Hattarna sönderskutne och Contusion vid slaget vid Fredrikshamn 1790.[2]
- nr 122 Carl Frolander, född i Roslagen 1767,  (levde 1824 i Bärby, Almunge socken). - Antogs 1782 3/4 för nr 122 Nälby vid Roslags skvadron av Livregementet till Häst, sedan 1815 Livregementsbrigadens DragonHr; korpral där senast 1820; avsked 1822 7/6: "Bivistat flere fälttåg med utmärkt distinction". - SMts för Svensksund 1790, tilldelad av Konungen 1817 22 juli; medaljpension från och med 1818. [2]

### Savolax fotjägarregemente
- Johan Jacob Burman, f. 30 mars 1771 i Pernå, d. 29 apr. 1824 på Haga i Arbrå. Förare vid Savolaks fotjägare 16 apr. 1789; fången vid Kyrö 11 juni s. å.; återinträdde i tjänst 27 maj 1791; sergeant hösten 1795 (på stat 15 apr. 1796); extra fänrik (efter 1802 underlöjtnant) 4 okt. 1796 (fullmakt utfärdad 18 mars 1799; erhöll 30 juli 1802 rätt att beräkna tur från 4 okt. 1796); regementsadjutant 1798–1800; avlade artilleriofficersexamen vid finska artilleriregementet i Helsingfors dec. 1801 och lantmäteriexamen 1802; sekondlöjtnant 9 okt. 1804; stabspremiärlöjtnant 12 apr. 1806; fältmätningsofficer vid femte brigaden apr. 1808; adjutant för yttre ärenden s. å.; kapten i armén 4 juni s. å.; major i armén 1 maj 1810; ledamot av kommittén för utredande av finska arméns fältavlöningsfordringar 22 maj 1810–14 juli 1812; tillika translator i ryska språket i kansliet 4 juni 1810; placerad som kapten vid Hälsinge regemente 19 juni s. å.; regementskvartermästare 11 okt. s. å.; tf. kommendant i Uddevalla juni 1813–febr. 1814; överstelöjtnant i armén 8 nov. 1814 med tur från 7 okt. s. å.; andre major i regementet 30 juli 1816; erhöll avsked 4 mars 1823 med tillstånd att som överstelöjtnant kvarstå i armén. Erhöll silvermedalj för tapperhet i fält 1789; RSO 1808.[4]

### Stedingska regementet
- nr 13 Brun, Stedingska regementet,  tilldelad silvermedalj, illa sårad i höger arm vid Slaget vid Svensksund 1790.[2]
- nr 14 Lindström, Stedingska regementet, tilldelad silvermedalj, höger arm krossad vid Slaget vid Svensksund 1790.[2]
- nr 38 Flink, Stedingska regementet, tilldelad silvermedalj, sårad i ryggen vid Slaget vid Svensksund 1790.[2]
- nr 48 Rask, Stedingska regementet, tilldelad silvermedalj, kontusion i låret vid Slaget vid Svensksund 1790.[2]
- nr 61 Landqvist, korpral, Stedingska regementet, tilldelad silvermedalj, illa sårad i huvudet vid Slaget vid Svensksund 1790-[2]
- nr 77 Lager, Stedingska regementet, tilldelad silvermedalj,  båda armarna avskjutna vid Slaget vid Svensksund 1790-[2]
- nr 82 Hägg, Stedingska regementet, tilldelad silvermedalj,  sårad i högra armen vid Slaget vid Svensksund 1790.[2]
- nr 88 Noor, Stedingska regementet tilldelad silvermedalj,  fingrarna sönderslitna å höger hand vid Slaget vid Svensksund 1790[2]
- nr 95 Hultman, Stedingska regementet, tilldelad silvermedalj, sårad i båda låren och "studsen" vid Slaget vid Svensksund 1790.[2]
- Anders Gustaf Silfverswärd, född 1772-08-01 Disarås Norra Vånga socken. Ryttare vid Västgöta kavalleriregemente 1783-05-01. Underofficer där 1786-05-01. Sergeant vid garnisonsregementet i Göteborg 1790-01-04. SMts samma år. Avsked 1794-12-02. Volontär vid ridande artilleriet i Stralsund 1795-01-03. Avsked 1797-07-04. Husar vid danska husarregementet 1798-03-08. Avsked 1800-03-01. Husar vid Mörnerska husarregementet 16 mars samma år. Avsked 1802-12-20. Korpral vid kronprinsens av Danmark infanteriregemente 26 december samma år. Korpral vid danska husarregementet 1806. Avsked 1810-01-03. Förare vid norra skånska infanteriregementet 1812-04-04. Sergeant där 1814-10-16. Avsked 1831-12-21. Död 1860-02-25 i Jägerslunds socken, Kristianstads län.

### Upplands regemente
- Karl Gustaf af Sillén erhöll medaljen 1790 (dessutom tilldelad För Tapperhet i Fält i guld 1809] [5][6]

### Älvsborgs regemente
- Daniel Elias Widbom, Älvsborgs regemente erhöll silvermedalj För tapperhet i fält samt silvermedalj För tapperhet till sjöss under Gustav III:s ryska krig (1788-1790). Erhöll silvermedalj för tapperhet i fält 1806 i Pommern samt en guldmedalj för tapperhet i fält 1807 under utfallet i Stralsund.[7]

### Östgöta kavalleriregemente
- Adam Rudebeck, född 1764-03-26 på Kulltorp, död 1822-03-21 på Skänninge gästgivargård. Kvartermästare vid Östgöta kavalleriregemente, deltog i slaget vid Svensksund 1790 och affären vid Korkeasaari samma år. Erhöll silvermedalj för tapperhet till sjöss 7 augusti 1790. [8]

### Örlogsflottan
- Gustaf Adolf Berg, Gustaf Adolf, (1760-18??) (levde 1823). Antogs vid Örlogsflottan 1780, konstapel 28 augusti 1790, flaggkonstapel 5 maj 1815, generalmönstring 1823: "swarat förswarligt", 19 goda sjötåg, pålitlig i land, god hälsa, överföres på indragningsstat. - SMts 17??, fick icke pension.
- Berggren, Magnus,född i Kronobergs län 1753;  (levde 1817). - Antogs 1783; var 1816 nr 31 vid Blessings kompani av 2. Sjöartilleriregementet i Karlskrona; generalmönstring 1817: "Kan läsa, skrifva och räkna; fått hederstecken". - SMts 1788. [2]
- Jonas Björk, (1764 - 18??) (levde 1825). - Antogs vid Örlogsflottan 1784, överskeppare 28 augusti 1790, generalmönstring 1823; "mindre kunnig", tämligen gott uppförande i land, svag hälsa, sätts på indragningsstat, i tjänst ännu 1825. SMts 1790, fick inte pension.
- Johan Herwerdt: tilldelad silvermedalj för Slaget vid Svensksund 1790  (tilldelad DTs för insats 1788-89.)[9]
- Otto Fredrik Krusell: tilldelad silvermedalj för Slaget vid Svensksund 1790 (tilldelad DTs för Slaget vid Hogland.)[10]
- Peter Lillja - Erhöll medaljen i silver som förman ombord på fregatten Hector för tapperhet i Räden mot Baltischport.(GMts 1816 för Anfallet i Jungfrusund) 1808[11]
- Johan Persson Lindberg tilldelad medaljen 1801 [12] för insats 1788-1790.
- Magnus Jonsson Bogren: tilldelad silvermedalj efter 1792 för insats 1790, (tilldelad DTs senast 1790 för insats 1788-1790.[2]
- Lars Pettersson, född 1766, död 13 augusti 1818. Antogs 1786, flaggskeppare vid Örlogsflottan 15 augusti 1803, examen 1816: "Swarat wäl, med god practisk kännedom; god conduite." SMts 1790, fick icke pension. [2]
- P. A. Svensson, (1773-18??), (Horn III: 1:389-390), tilldelad silvermedalj 1790. Tilldelad SMtSvsund 1790 samt GMts 1810.[2][13]
- Sällberg, Petter, född i Kalmar län 1765, t 18 .. (levde 1825 i Karlskrona). Antogs vid Örlogsflottan 1789; var 1816 korpral nr 1 vid Modees kompani av 1. Sjöartilleriregementet; generalmönstring 1817: "Befaren; gjort Under Officers tjenst till Sjöss; kan läsa skrifva och räkna. Benädad med Hederstecken"; avsked 1824. - SMts 1790; pensionsbrev nr 25.[2]
- Sven Pettersson Söderberg, född i Kronobergs län 1767, (levde 1819). - Antogs vid Örlogsflottan 1782; var 1816 nr 5 på Cederströms kompani av 1. Sjöartilleriregementet; generalmönstring 1817: "Sjövan; gjort Under Officers tjenst; har Hederstecken"; avsked 1819 4/6. - SMts 1790; fick ej pensionsbrev 1819. [2]
- Carl Johan Wirsén, (1777-1825), (Horn III: 439-441; SAÄ:2),. Tilldelades som skeppsgosse silvermedaljen för Svensksund, men medaljen återkallades på faderns begäran. Senare tilldelad guldmedalj 9 maj 1810 för insatser under Finska kriget[2]
- Anders Åkerblom, född 1 maj 1762, död -(levde 1829). Från 1783 idkat handelssjöfart, 1789 förhyrd matros på fregatten Sprengtporten, 1790 bevistat sjöbataljerna vid Fredrikshamn och Viborg, svårt sårad i sidan vid Fredrikshamn och muskötkula tvärs genom bröstet vid Viborg, underskeppare 31 augusti 1790, kom i tjänst vid Åbo eskader av Arméns flotta 1 juli 1793, överskeppare samma dag, överförd till Stockholms eskader 2 mars 1808. Betyg 1816: God; varvsskeppare vid Kungliga Hovjaktvarvet 1813 och ännu 1829. SMts 1790, fick icke pension. [2]
- Peter Zachrisson Ödman, född i Kronobergs län 1765, (saknas från och med 1817). - Antogs 1787 vid Örlogsflottan; var 1816 volontär nr 16 vid 1. Sjöartilleriregementets Livkompani; "Gjordt Under Officers tjenst til Sjöss". SMts för insats år 1790; ej tilldelad pensionsbrev 1819.[2]

### Kvinnliga mottagare
- Anna Maria Engsten (1790), för att ensam räddat båt och proviant under Viborgska gatloppet [2]
- Brita Hagberg, för att blivit sårad vid reträtten från Barösund [2]

### Okänt regemente eller kår
- Johan Gustav Svensson Hedström tilldelad medaljen 1789 [12]

## UnderPommerska kriget 1805–1807
100 silvermedaljer beställdes för att delas ut under detta krig.

## UnderDansk-svenska kriget1808-1809

### Guldmedaljörer
- J. Myhrman, (1786-1837), löjtnant vid Arméns flotta (Göteborgs eskader), för Furholmen vid Strömstad 27 april 1808, tilldelad 21 maj 1810. [2]
- J. G. (von) Sydow, (1784-1850), (Horn III: 1:391-393), löjtnant vid Arméns flotta (Göteborgs eskader), för Furuholmen vid Strömstad 27 april 1808, tilldelad guldmedalj 21 maj 1810.[2]

### Silvermedaljörer
- Johan Askenbom, född i Karlstad län 1788, (levde 1831). Antogs 16 maj 1804 vid Arméns flotta; var 1815 nr 25 vid Tygmästarens kompani av Göteborgs eskader; civilyrke garvare; i tjänst 1823, men hade avsked 1831. SMts senast 1809; medaljpension från och med 1816.[2]
- Johan Andersson Berg, född 1781,  (levde 1816). - Antogs 1805 för nr 280 (Orust härad) vid 1. Bohusläns kompani; generalmönstring 1816: "befaren"; rymde samma år. SMts 1808 eller 1809; hann endast få pension första halvåret 1816.[2]
- Peter Hansson Boll, född 1783, (levde 1831). Antogs 1801 för nr 237 (Orust härad) av 1. Bohusläns kompani; generalmönstring 1816: "välbefaren". SMts 1809; pensionsbrev nr 93.[2]
- Johan Christophersson, född i Stockholm 1770, död 1816. Antogs 1808 vid Arméns flotta; tjänstgjorde 1814 på däckad kanonslup i Öresund; var 1815 nr 20 vid 6. kompani av Göteborgs eskader; civilyrke sjöman. SMts senast 1809; medalj pension 1816. [2]
- Anders Olsson Fors, född 1776, (levde 1831). Antogs 1795 för nr 238 (Orust härad) vid 1. Bohusläns kompani; generalmönstring 1816: "befaren". SMts 1809; pensionsbrev nr 94.[2]
- Johan Holmberg, född i Kalmar län 1780, (levde 1823). Antogs 17 mars 14 mars 1804 vid Arméns flotta; var 1815 nr 65 vid Livkompani av Göteborgs eskader; avsked 1 juni 1821. SMts senast 1809; medalj pension från och med 1816. [2]
- Gustaf Adolf Hybinette, född i Västergötland 1782, död i Göteborg 12 december 1833. Antogs 1801 vid Arméns flottas Göteborgseskader, var 1808 arklimästare, var 1815 underlöjtnant. SMts 1815 för sjöstriden utanför Strömstad 27 april 1808. [2]
- Olof Rörström, född i Bohuslän 1770,  (levde 1831). Antogs vid Arméns flotta 2 maj 1795; var 1815 nr 10 vid Livkompani av Göteborgs eskader; civilyrke "gyllmakare"; avsked 11 juni 1822. SMts senast 1809; medaljpension från och med 1816.[2]
- Jöns Snäll, född i Norge 1769, (levde 1823). - Volontär. Antogs 1795 vid Arméns flotta; var 1814 nr 8 vid Överstelöjtnantens kompani av Göteborgs eskader; avsked 30 september 1815. - SMts senast 1809; ånyo SMts 1814; medaljpension från och med 1816. Dubbelmedaljerad[2]

## UnderFinska kriget1808-1809
Under perioden 1808-1809 rekvirerades 40 guldmedaljer och 400 silvermedaljer. Uppskattningsvis delades  50 guld- och 655 silvermedaljer ut

### Guldmedaljörer
- R.W. Beckborg, (1788-1869), (Horn III: 1:48-50), underlöjtnant vid Arméns flotta; för Grönvikssund 30 augusti 1808, där hans kanonslup sprang i luften och han själv sårad slungades högt upp i luften och "frälstes, sedan han nedkom i hafvet", föreslagen guldmedalj 5 september samma år, tilldelad 19 september samma år. Återigen svårt sårad på Ume älv  den 18 september 1809. Slutligen kommendör.[2]
- Lorentz Edberg, (1765-1811), (Börjeson, s. 51), löjtnant vid Örlogsflottan; för Styrbjörns äntring i Jungfrusund den 18 augusti 1808, där han förde Dristighetens barkass, tilldelad guldmedalj 15 september samma år.[2]
- Anders Erlandsson, (1781-1845), (Horn III: 1:96-98), underlöjtnant vid Örlogsflottan, för Styrbjörns äntring i Jungfrusund 18 augusti 1808 (svårt sårad), tilldelad guldmedalj 15 september samma år, dekorerad i Karlskrona av befälhavande amiralen 27 oktober samma år. [2]
- August Hannibal Hagelstam, (1782-18??), löjtnant vid Arméns flotta (Sveaborgs eskader), dubbelmedaljerad: a) för Grönvikssund 30 augusti 1808, tilldelad guldmedalj 19 september samma år, b) för Ostansjö 8 september 1808; tilldelad guldmedalj 9 maj 1810. [2]
- Johan Fredrik Hermansson Hallen (1783-1846), (Horn III: 1:138-139), konstituerad underlöjtnant vid Arméns flotta (Sveaborgs eskader), för Ume älv 18 september 1809 och Ratan 20 augusti samma år (sårad); tilldelad guldmedalj 9 maj 1810 (föreslagen 3 april). Slutligen premiärlöjtnant. [2]
- Johan Henrik Hallström, (1784-1868), (SAÄ V, s. 458b), brigadadjutant, underlöjtnant vid Arméns flotta (Stockholms eskader), för Sandöström 2 augusti 1808, tilldelad guldmedalj 24 augusti samma år. Slutligen major. [2]
- Johan Philip Heimberger,(1782-1815), (Ornb. IX: 78), underlöjtnant vid Arméns flotta (Stockholms eskader), för Grönvikssund 30 augusti 1808; tilldelad guldmedalj 19 september samma år, dekorerad 25 september. Slutligen löjtnant.
- C. G. Holmquist, (1781-1859), (Horn III: 1:166-168), underlöjtnant vid Örlogsflottan, för Styrbjörns äntring i Jungfrusund 18 augusti 1808; tilldelad guldmedalj 15 oktober samma år.Slutligen premiärlöjtnant. [2]
- Per Fredrik von Horn, (1786-1834), (Horn III: 1:170-172), underlöjtnant vid Örlogsflottan, för Styrbjörns äntring i Jungfrusund 18 augusti 1808; tilldelad guldmedalj 15 oktober samma år. Slutligen kommendörkapten 2 kl. [2]
- Christer Anders Ludvig Jegerskiöld, (1790-1832), (Horn III: 1:181-182; SAÄ:21), underlöjtnant vid Örlogsflottan, för Styrbjörns äntring i Jungfrusund 18 augusti 1808 där han var den förste officer som kom ombord, endast 18 är gammal,  tilldelad guldmedalj 15 oktober samma år. Slutligen major.[2]
- C.G Carlstedt, (1787-1822), underlöjtnant vid Arméns flotta (1811: Malmö eskader), för Ume älv 18 augusti 1809 och Ratan 20 augusti samma år, men hade även synnerligen utmärkt sig i Grönvikssund 30 augusti 1808, tilldelad guldmedalj 9 maj 1810. [2]
- Lars Johan Cavalli(us),(1779-1844), (Reghi, s. 178), löjtnant vid Kronobergs regemente, för Styrbjörns äntring i Jungfrusund 18 augusti 1808 (sårad), tilldelad guldmedalj 15 oktober samma år, dekorerad 24 oktober samma år av befälhavande generaladjutant i högkvarteret i Grelsby, Åland. Slutligen major.[2]
- Cederström, Bror Ulrik, baron (1787-18??), (SAÄ:51), underlöjtnant vid Örlogsflottan, Styrbjörns äntring i Jungfrusund 18 augusti 1808, tilldelad guldmedalj 15 oktober samma års. Slutligen kapten.[2]
- Jakob Reinhold Christophersson, (1787-1827), (Horn III: 1:62-63), underlöjtnant vid Arméns flotta (Stockholms eskader); för Grönvikssund 30 augusti 1808, där han förde kanonslupen nr 63, tilldelad  guldmedalj 19 september samma år.Slutligen kapten och sjökapten. [2]
- Johan Fontaine, född i Karlskrona 1763, död 27 november 1816. Styckjunkare 27 oktober 1796 vid Arméns flottas Stockholmseskader, stod 1816 vid 7. komp i Stockholm. SMts 1790, SMts 1808 för Grönviksund, fick icke pension för någondera medaljen.[2]
- Carl Lagerberg,(1787-1859), (Horn III: 1:212-214; SAÄ:30), underlöjtnant vid Örlogsflottan, för Styrbjörns äntring i Jungfrusund 18 augusti 1808 (svårt sårad i ansiktet av en pik vid äntringen), tilldelad guldmedalj 15 oktober samma år. Slutligen kommendör.[2]

- Gustaf Henrik Lagerhielm,  (1780-1814), (SAÄ:6), löjtnant vid Arméns flotta (Stockholms eskader), för Kumlinge 9 augusti 1808 samt Ume älv 18 augusti 1809 och Ratan 20 augusti samma år, tilldelad guldmedalj 9 maj 1810.Slutligen kapten. [2]
- A. Levin, (17?? -18?? ), konstituerad underlöjtnant vid Arméns flotta (Stockholms eskader), för Ume älv 18 augusti 1809 och Ratan 20 augusti samma år, tilldelad guldmedalj 9 maj 1810.[2]
- Peter Lillja, (1766-1835), (Horn III: 1:225-227), underlöjtnant vid Örlogsflottan, för Styrbjörns äntring i Jungfrusund 18 augusti 1808, föreslagen guldmedalj först 19 mars 1814, tilldelad 20 mars samma år, varvid uttryckligen sägs att han råkat bli bortglömd, då kamraterna tilldelades sina medaljer. - Innehade tidigare SMts för Baltischport 17 mars 1790, då han var arklimästare.Slutligen kapten. [2]
- D. Lindgren, D. (1775-1822), underlöjtnant vid Arméns flotta (Stockholms eskader), för Sandöström 2 augusti 1808, tilldelad guldmedalj 24 augusti samma år. På nytt föreslagen till medalj 5 september samma år för Grönvikssund den 20 augusti där han sårades.[2]

Peter Lillja med sina båda tapperhetsmedaljer på bröstet.

- P. H. Losch, (17?? -18??), underlöjtnant vid Arméns flotta; för Grönvikssund 30 augusti 1808, tilldelad guldmedalj 19 september samma år.[2]
- Gustaf Erik Lundstedt, (1786-1854), (Horn III: 1:240-241), underlöjtnant vid Arméns flotta (Stockholms eskader), för Grönvikssund 30 augusti 1808, tilldelad 19 september samma år (föreslagen 5 september). Slutligen kapten och lotsdirektör. [2]
- U. Lunell, (1785-1814), underlöjtnant vid Arméns flotta (Stockholms eskader), för Ume älv 18 augusti 1809 och Ratan 20 augusti samma år, tilldelad guldmedalj 9 maj 1810.[2]
- J. Löfwe, (1784-18??), (Närke/Vrm Reghi, 2. upp!. nr 915), löjtnant Västmanlands Lantvärn, för Grönvikssund 1808 (sårad), tilldelad GMtf (!) 16 augusti 1815. [2]
- M. Melander, (1786-1864), (Horn III: 1:259-262), underlöjtnant vid Örlogsflottan, för Styrbjörns äntring i Jungfrusund 18 augusti 1808, tilldelad 15 oktober samma års.[2]
- Underlöjtnant Henric Murck vid Arméns flotta - tilldelades medaljen i guld efter att den 1 januari 1809 ensam ha attackerat fyra danska kapare.[15]
- H. Mörck ("Murck", "Morck"), H. (1763-18 ), underlöjtnant vid Arméns flotta, för Grönvikssund 30 augusti 1808, tilldelad guldmedalj 15 december samma år, sårades på Pite älv 25 augusti 1809 och blev därigenom flottornas under detta krig sist sårade officer. [2]
- P. I. Neuendorff, (1769-18 ), underlöjtnant vid Arméns flotta (Sveaborgs eskader), för Ume älv 18 augusti 1809 och Ratan 20 augusti samma år (sårad), tilldelad guldmedalj 9 maj 1810.[2]
- Ch. D. Osterman, (1787-1868), (Horn III: 1:283-286), underlöjtnant vid Örlogsflottan, för Styrbjörns äntring i Jungfrusund 18 augusti 1808, tilldelad guldmedalj 15 oktober samma år. [2]
- C. Paulin, (1783-1818), stabsadjutant, underlöjtnant vid Arméns flotta (Abo eskader), för Grönvikssund 30 augusti 1808, tilldelad guldmedalj 19 september samma år. - Var 1811 även Riddare av svärdsorden.[2]
- G. Pfeiffer, (17??-1809; död av sina sår), underlöjtnant vid Arméns flotta, för Ume älv 18 augusti 1808 och Ratan 20 augusti samma år (svårt sårad), tilldelad guldmedalj 9 maj 1810. - Han är den andre som under detta krig postumt tilldelats GMts.[2]
- C. G. Rehnberg, (Christ. Gotthard?) (1782-1813), underlöjtnant vid Arméns flotta (1811: Malmö eskader), för Ume älv 18 augusti 1809 och Ratan 20 augusti samma år, tilldelad guldmedalj 9 maj 1810.[2]
- Johan Axel Fromhold Rehbinder, baron född 1786-10-10 i Söderköping, död ogift 1814-09-04 i Rio de Janeiro, (SAÄ:54),texaminerad 1805-09-23 underlöjtnant vid Örlogsflottan 1805-10-02, Han bevistade med mycken tapperhet 1808 till sjöss kriget med ryssarna och blev vid Styrbjörns äntring i Jungfrusund 18 augusti 1808 blesserad av en kanonkula, tilldelad guldmedalj 15 oktober samma år.Löjtnant vid amiralitetet 1809. Avsked 1813-04-06 styrman på ett ostindiskt skepp.[2]
- W. Richnau, (1790-1870), (Horn III: 1:320-322), underlöjtnant vid Arméns flotta (Stockholms eskader); för Sandöström 1808 2/8 och "dessutom bevistat fyra affairer med utmärkt bravour" tidigare; tilldelad 1810 9/5. - Var blott 18 år gammal.[2]
- Rumpf (17?? -18?? ), förhyrd underlöjtnant vid Örlogsflottan, för Jungfrusund 18 augusti 1808 där han förde Prins Adolph Fredriks barkass och erövrade den till höger om Styrbjörn liggande ryska briggen och bogserade in den på svenska sidan,tilldelad guldmedalj 15 oktober samma år. [2]
- G. A. Rydberg, (1788-18 ), underlöjtnant vid Arméns flotta (Stockholms eskader), för Bockholmsund 4 juli 1808 (sårad) och Sandöström 2 augusti samma år(där han länge fortsatte kommendera sitt landbatteri "illa blesserad", tills det togs av ryssarna och han blev fånge), tilldelad guldmedalj 9 maj 1810. Slutligen löjtnant, avsked 1822.[2]

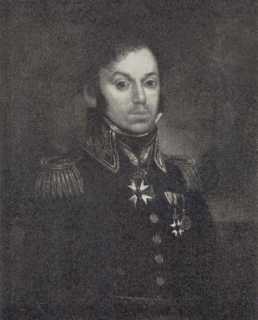
Carl Johan af Wirsén

- J. G. Sandberg, (1784-1849), underlöjtnant vid Arméns flotta (Stockholms eskader), för Sandöström 2 augusti 1808 (sårad), tilldelningsdatum ej anträffat, men guldmedaljen uppfördes i rullorna från och med 1811.[2]
- C. Strandman, (1784-18??), underlöjtnant vid Arméns flotta (Stockholms eskader); för Ume älv 18 augusti 1809 och Ratan 20 augusti samma år, tilldelad guldmedalj 9 maj 1810.[2]
- P. A. Svensson, (1773-18??), (Horn III: 1:389-390), underlöjtnant vid Örlogsflottan; för Ume älv 18 augusti 1809 och Ratan 20 augusti samma år,  tilldelad guldmedalj 9 maj 1810. - Tilldelad SMts och SMtSvsund 1790.[2]
- G. W. Thomee, (1780-1837), (Horn III: 1:400-401), underlöjtnant vid Arméns flotta (Stockholms eskader), för Sandöström 2 augusti 1808, tilldelningsdatum ej påträffat, guldmedaljenmedaljen angiven i rullorna från och med 1811.[2]
- P. O. E. Tollesson, (17?? -1835), löjtnant Upplands lantvärnsbrigads 3. bataljon, 2. kompani, för Sandöström 2 augusti 1808, tilldelad guldmedalj 24 augusti samma år.[2]
- Mathias Georg Törnquist, (1781-1856), (Horn III: 1:412-413), underlöjtnant vid Arméns flotta (Stockholms eskader) för Grönvikssund 30 augusti 1808, han borttog därvid färjorna vid Rölax och Lappdal "samt verkställde under en mördande gevärseld försänkningar af det gamla sundet mellan Kimito och Tallholmen", tilldelad guldmedalj 19 september samma år.[2]
- G. W. Uggla, (1787-1862), (Horn III: 413-415), underlöjtnant vid Örlogsflottan, för Styrbjörns äntring i Jungfrusund 18 augusti 1808 (sårad), där han förde Försiktighetens slup, tilldelad guldmedalj 15 oktober samma år. Hans ursprungliga medalj insändes för omprägling och återsändes 25 april 1812.[2]
- J. Wessberg, (17?? -1808), underlöjtnant vid Arméns flotta, för Grönvikssund 30 augusti 1808, tilldelad guldmedalj 19 september samma år, men stupade i Palva sund dagen före (!), då hans kanonslup nr 39 flög i luften.[2]
- Wigert, (17?? -18??), underlöjtnant Upplands lantvänsbrigad, för Sandöström 2 augusti 1808, tilldelad guldmedalj 24 augusti samma år.[2]
- F. Willich, (17?? -18?? ), underlöjtnant vid Arméns flotta; för Ume älv 18 augusti 1809 och Ratan 20 augusti samma år,  tilldelad guldmedalj 9 maj 1810.[2]
- Carl Johan Wirsén, (1777-1825), (Horn III: 439-441; SAÄ:2), major vid Arméns flotta, för Ume älv 18 augusti 1809 och Ratan 20 augusti samma år,  tilldelad guldmedalj 9 maj 1810. Tilldelades som skeppsgosse SMts för Svensksund, men medaljen återkallades på faderns begäran, tilldelad RmstkSO andra klass 1814.[2]
- G.Wollin, (1785-18?? ), underlöjtnant vid Örlogsflottan, för Styrbjörns äntring i Jungfrusund 18 augusti 1808, där han förde Fäderneslandets barkass, tilldelad guldmedalj 15 oktober samma år.[2]
- G. E. Zandelin, (1778-18?? ), underlöjtnant vid Arméns flotta; för Östansjö 18 september 1808, tilldelad guldmedalj 9 maj 1810.[2]
- J. F. Örnberg, (1781-1814), underlöjtnant vid Arméns flotta (Stockholms eskader), för Ume älv 18 augusti 1809 och Ratan 20 augusti samma år, tilldelad guldmedalj 9 maj 1810.[2]

### Silvermedaljörer
- Jeremias Almlöf, född i Stockholm 1770, död 21 juni 1820. Antogs 1799 som nr 31 vid Livkompani av Arméns flottas Volontärregementet i Stockholm. SMts 23 mars 1814 av Konungen för Grönviksund 1808; fick medaljpension från och med 1816. [2]
- Gunnar Andersson, (1777-10-01 - , 18??) (levde 1818). Kom i tjänst vid Armens Flottas Stockholmseskader 2 mars 1794, blev korpral nr 1 vid (1815) Olanders komp ( 5. kompani ) 1811, 1814 kommenderad till Frankrike med Pontonjärkompaniet, 30 januari 1815 sergeant, i tjänst ännu 1818 men ej 1821. SMts 1808, fick pension från och med 1816.[2]
- Bengt Jonsson Anckar, född 1771, död 1831. Antogs 1801 för nr 54 (Gunnarp socken) vid Södra Hallands kompani; generalmönstring 1816:"välbefaren". SMts 1809 för Ratan; pensionsbrev nr 102.[2]
- Johan Askelund, Johan, (1784-18??) (levde 1823). Antogs 1804, underskeppare vid Örlogsflottan 23 april 1813, var åren 1821-1822 permitterad för utrikes handelssjöfart, i tjänst igen 1823, saknas 1824. SMts 1808, pensionsbrev nr 14. [2]
- Olof Andersson (även Persson) Beckman, född 1768, död 1819. Antogs för nr 103 (Nye socken) vid Östgöta kompani 1790; generalmönstring 1816: "välbefaren"; avsked 24 oktober 1815. SMts 1808; pensionsbrev nr 76.[2]
- Per Nilsson Billskog, född 1772, (levde 1831). Antogs 1791 för nr 109 (Asarum socken) vid 3. Blekinge kompani; generalmönstring 1816: "Wälbefaren"; i tjänst ännu 1831. SMts 1808; pensionsbrev nr 54.[2]
- Anders Hansson Björkman, född 1780, död "på roten" 1819, efterlämnande änka och ett barn "i mycket fattiga omständigheter". Antogs 1799 för nr 49 (Gunnarp socken) vid Södra Hallands kompani; generalmönstring 1816: "välbefaren". SMts 1808; ånyo SMts 1813 för Stettins belägring, tilldelad av Konungen 22 mars 1814; pensionsbrev nr 101. Dubbelmedaljerad.[2]
- Anders Gustaf Gustaf Björkqvist, född 17?? avled 30 april 1816 på sjukhuset i Stockholm. Blev sergeant vid Armens Flottas Stockholmseskader 2 oktober 1809. SMts 1808 för Sandöström, fick pension 1816. [2]
- Johan Bergstedt, född i Södermanland 1770, (levde 1814). Antogs 1804 vid Arméns flotta; var 1815 nr 22 vid 6. kompani av Volontärregementet i Stockholm; "uttjent och afskedad" 1813 i mars. SMts 1808 för Grönvikssund. [2]
- Anders Bergström, född i Åbo 1775, (levde 1821). Antogs 1789 vid Arméns flotta; var 1815 korpral nr 1 vid 7. kompani av Volontärregementet i Stockholm; degraderad 1819 till volontär nr 13 där; i tjänst ännu 1821. - SMts 1808; medaljpension från och med 1816.[2]
- Korpral Bogström nr 1 på 7. komp. Arméns flotta(Stockholms eskader), (SMts 1814), tilldelad silvermedalj 1808[2]
- Sven (även Johan) Jönsson Boman, född 1788,  (levde 1860). - Antogs 1808 för nr 35 (Allsjö socken) vid Södra Hallands kompani; generalmönstring 1816: "sjövan". - SMts 1809 för Ratan; pensionsbrev nr 100. [2]
- Daniel Bomqvist, född 1777-08-15 , (levde 1817). Kom i tjänst vid Ard͡ʒmens Flottas Stockholmseskader 10 augusti 1806, blev 15 december 1813 sergeant, var i tjänst 1817 men ej 1823. SMts 1808, fick icke pension.[2]
- Anders Broberg,född 1782, död 1818/19, "Afförd ur Rullan den 20 April 1819 såsom ansedd omkommen med Skeppet Svea fördt af Capitaine Lemoine". Antogs 1802, högbåtsman vid Örlogsflottan 23 juli 1812, examen 1816: "Svarat wäl; mycket god conduite". 2 SMts senast 1809, pensionsbrev nr 18. Dubbelmedaljerad. [2]
- Niklas Jönsson Carlström: tilldelad silvermedalj 1808 (tilldelad DTs för Slaget vid Ölands södra udde)[16]
- Johan Clase, född 1780, död 18?? (levde 1831). Antogs vid Örlogsflottan 1800, underskeppare 4 april 1811, examen 1816 (fick 9 frågor): "Swarat wäl"; överskeppare 21 januari 1820, Generalmönstring 1825: "Swarat wäl", 16 ganska goda sjötåg, god i land, god hälsa; i tjänst ännu 1831. SMts 1808 för Styrbjörns äntring, pensionsbrev nr 13. [2]
- Måns Eriksson Dufunge, ., 1778, t (levde 1821). - Antogs 1789 för nr 83 (Kuddby socken) vid Östgöta kompani; generalmönstring 1816: "Välbefaren"; struken ur rullan för stöld 7 november 1820. Tilldelad silvermedalj för tapperhet till sjöss 1808 för Styrbjörns äntring; pensionsbrev nr 75. Den 2 juli 1817 beordrade Befälhavande Amiralen undersökning av hur Dufunge sedan 1812 kunnat passera en generalmönstring och "flera afräkning möten" utan att hans medalj saknats, vilken han nu uppgiver sig ha frånhänts av sin kvartersvärd i Karlskrona. Kompanichefen anförde, att "de fläste" meniga vid fartygsinmönstringar endast brukar vara "försedde med band i knapphålet utan Medaille", detta av praktiska skäl, då medaljerna lätt förlorades under sjötjänst. Därför har ingen av befälet uppmärksammat den felande medaljen. Dufunge är "känd för rask sjöman, har merendels under upfordringarne warit commenderad till sjöss. - I öfrigt har Dufunge under upfordringen icke för någodt brott warit tiltalad, utan känd för beskedlig, fastän emellanåt i likhet med de fläste båtsmän, begifven på starka drycker". Det misstänktes att Dufunge pantsatt medaljen och Dufunge medgav en obetald skuld. Men kamrater intygade, att kvartersvärden sagt den vara förkommen. Kompanianichefen tog Dufunge i kraftigt försvar, trots att kommendanten i Karlskrona förhört kvartersvärden, som uppgav att Dufunge pantsatt medaljen till hans hustru. Ett flertal berömmande fredjeintyg inlämnades. Amiralen beslöt då, att Dufunge finge inlösa en just avliden kamrats medalj. Undersökningen hade då pågått i 21/2 år. Ärendet fick redan inom ett år den för kompanichefen förargliga avslutningen, att Dufunge fråndömdes den nya medaljen för stöld.[2]
- Anders Gustaf Ekberg, född 13 januari 1779, död 18?? (levde 1831). Kom i tjänst vid Arméns Flottas Stockholmseskader såsom extra sergeant 15 april 1813, sergeant 28 mar 1815, var 1831 underkonstapel. SMts 1809 för Ratan, pension från och med 1816. [2]
- Mathias Engström, född 1784, död 18?? (levde 1831). Antogs vid Örlogsflottan 1804, högbåtsman senast 1808, underskeppare 2 januari 1817, generalmönstring 1823, uppförande "tämmeligen godt" under 11 sjötåg, gott uppförande i land, god hälsa, i tjänst ännu 1831. SMts 1808 för Styrbjörns äntring (sårad), pensionsbrev nr 16. [2]
- Peter Fredrik Ekelund, född i Stockholm 1792,  (levde 1818). Antogs 1812 som nr 32 vid 4. kompani av Arméns flottas Volontärregementet i Stockholm; blev korpral nr 1 där 3 september 1815; civilyrke hattmakare; rymde 17 juni 1818; häktad 21 juni samma år; överlämnad 25 juni till Överståthållarämbetet; "fråndömd Medaillen". SMts 1808; uppbar medaljpension 1816-1818. [2]
- Styckjunkare Johan Fontaine, Arméns flotta (Stockholms eskader), (SMts 1790), tilldelad silvermedalj 1808.[2]
- Gabriel Fogelquist, född 1776, (levde 1818). Antogs 1811 som nr 23 vid 5. kompani av Arméns flottas Volontärregementet i Sthlm; civilyrke trädgårdsmästare; rymde 1818 i april. SMts 1808; ånyo SMts 1814 för Norge; uppbar medaljpension 1816-1817. Dubbelmedaljerad. [2]
- Jean Peter Forsberg, född Sthlm 1786, (levde 1823). Antogs 1809 som nr 45 vid 4. kompani av Arméns flottas Volontärregementet i Stockholm; avsked 2 februari 1819. SMts senast 1809; fick medaljpension från och med 1816. [2]
- Grels Christiansson Frigärd, född 1780, död 6 februari 1829 (änka: Anna Brita Frigård). - Antogs 1809 för nr 23 (Burs ting) vid 2. Gotlands kompani; generalmönstring 1816: "Befaren". - SMts 1809 för Ratan; pensionsbrev nr 86; medaljen uppgavs vid hans död vara "förkommen".[2]
- Olof Olsson FröIander, född 1785, (levde 1821). Antogs 1805 för nr 26 vid 1. Norrlands kompani:s 2. del av Arméns flotta. i tjänst ännu 1821. - SMts 1808; fick pension först från och med 1818.[2]
- Bengt Paulsson Goder, född 1771, (levde 1816). Antogs 1789 för nr 366 vid 3. Blekinge kompani; generalmönstring 1816: "Välbefaren". SMts senast 1815 (enligt kompanichefen).[2]
- Håkan Olsson Hall, tidigare Embetsman, född 1768, död 12 december 1827. Antogs 1786 för nr 148 Emmeryd, Jämsjö socken) vid 2. Blekinge kompani; generalmönstring 1816: "wälbefaren". SMts 1808; pensionsbrev nr 47.[2]
- Peter Mårtensson Hallongren, född 1769, (levde 1831). Antogs 1789 för nr 112 Torp, Jämsjö socken) vid 2. Blekinge kompani; generalmönstring 1816: "Wälbefaren"; avsked 27 september 1831. SMts 1808; pensionsbrev nr 46.[2]
- Olof Hanssen, född i Helsingör 1781, död i Marinens sjukhus i Stockholm 23 mars 1817. Antogs 1805 som nr 24 vid 4. kompani av Arméns flottas Volontärregementet i Sthlm; korpral nr 1 där 1 april 1812; degraderad till volontär nr 32 där 3 september 1815; civilyrke slaktare. SMts 1808; medaljpension från och med 1816. [2]
- Anders Lorens Hesselgren, född i Stockholm 1778, död 18?? (levde 1817). Antogs 1792, styckjunkare 12 februari 1801, stod 1816 vid 4. komp av Arméns flottas Stockholmseskader, 1 oktober samma år transporterad till "Generela Staten". SMts 1808, fick icke pension. [2]
- Abraham Hjorth, född i Tavastehus län 1777, död i Marinens sjukhus i Stockhlm 1 september 1820. Antogs 1798 vid Arméns flotta; var 1815 nr 16 vid 7. kompani av Volontärregementet i Stockholm. - SMts 1808; medalj pension från och med 1816. [2]
- Börje Nilsson Höflig, född 1775, (levde 1815). Antogs 1795 för nr 461 Jämshög socken) vid 3. Blekinge kompani; generalmönstring 1816: "Befaren"; i tjänst ännu 1831. SMts 1808; pensionsbrev nr 63.[2]
- Gustaf Cayan,  född i Helsingfors 1766, (levde 1823). Antogs 1793 som nr 42 vid 3. kompani av Arméns flottas Åbo eskader; transport till Stockholms eskader 1810; var 1815 nr 15 vid 8 kompani där; civilyrke sjöman; avsked 29 december 1818. SMts 1808 för Grönviksund; medaljpension från och med 1816. [2]
- Magnus Gustaf Kjellberg, född i Stockholm 1779,  (levde 1821). Antogs 1800 vid Arméns flotta; var 1815 nr 24 vid 6. kompani av Volontärregementet i Stockholm; avsked 1 augusti 1815. SMts 1808; ånyo SMts 1814 för Norgefälttåget; medaljpension från och med 1816. Dubbelmedaljerad.  [2]
- Carl Christian Kraak, född 25 mars 1785, död 18?? (levde 1823). Kom 1808 19 mars i tjänst vid Arméns flotta, blev 30 december 1809 styckjunkare, var 1816 i tjänst, men hade 1823 avsked. SMts 1808 för Grönvikssund, fick pension från och med 1816. [2]
- Anders Christian Cronberg, född i Sthlm 1782,  (levde 1821). Antogs 1805 vid (1814) Pechlins kompani av Arméns flottas Stockholmseskader; var 1814 korpral nr 25 där; furir där 16 maj 1818; i tjänst ännu 1821. SMts av Konungen 23 mars 1814 för Grönvikssund 1808; medalj pension från och med 1816. [2]
- Matts Svensson Laggare, född 1777, (levde 1816). Antogs 1794 för nr 331 vid 3. Blekinge kompani; generalmönstring 1816: "Befaren". SMts senast 1815 (enligt kompanichefen).[2]
- Häkan Persson Lax, född  1775, (levde 1826, men troligen död i slutet av året eller 1827). Antogs 1796 för nr 444 Bjärby (Nättraby socken) vid 2. Blekinge kompani; generalmönstring 1816: "Wälbefaren"; avsked 2 juni 1823 på Karlskrona Marinsjukhus. SMts 1808; pensionsbrev nr 49.[2]
- Johannes Lindberg, född 1770, död 18?? (levde 1829). Antogs vid Örlogsflottan 1796, konstapel 28 juli 1809, Generalmönstring samma år: "swarat förswarligt" , 8 goda sjötåg, pålitlig i land, god hälsa, i tjänst ännu 1829. SMts 1808 för Styrbjörns äntring, fick icke pension. [2]
- Olof Lindberg, Olof, född i Uppland 1771, (levde 1821). Antogs 1798 som nr 42 vid 4. kompani av Arméns flottas Volontärregementet i Stockholm; var i tjänst ännu 1821. SMts 1808; fick icke medaljpension. [2]
- Anders Lindholm, född i Örebro län 1784, död i Marinens sjukhus i Stockholm 28 december 1819. Antogs 1807 som nr 8 vid 4. kompani av Arméns flottas Volontärregementet i Stockholm. SMts 1808; medaljpension från och med 1816. [2]
- Petter Lindqvist, född  i Kronobergs län 1783, (levde 1818). Antogs 1805 vid Örlogsflottan; var 1816-1824 nr 3 på Modees kompani av 1. Sjöartilleriregementet; generalmönstring 1817: "Kan läsa och skrifva; sjövan". Var 1823 skomakare. SMts 1808; fick icke pensionsbrev 1819.[2]
- Anders Andersson Liten, född  1780, (levde 1837). Antogs 1808 som fördubblingsbåtsman för nr 105 (Hjorted socken) av Tjust kompani och 30 januari 1810  som ordinarie för samma nr; generalmönstring 1816: "Sjövan; bevistat Tyska och Norska fälttågen"; avsked 9 oktober 1837 "för ålderdomsbräcklighet". SMts 1809; pensionsbrev nr 72. [2]
- Samuel Lindqvist, född 2 september 1762, död 18?? (levde 1831). Sedan 1794 idkat handelssjöfart på Medelhavet, Nordsjön och Spanska sjön, 1808-1809 förhyrd styckjunkare vid Arméns flotta på mörsarebåt nr 6, kom i tjänst som underskeppare 9 maj 1811, bevistat Norgefälttåget 1814, var 1823 överskeppare. Betyg 1816: mycket god. "Äger kundskap i takling af större och mindre fartyg, journalers förande, uppbörds handhafvande och wård". SMts 1808, fick pension från och med 1816. [2]
- Erik Magnus Lommerin, född 1778, död 15 november 1831 (änkan A. C. Boman, t 184828/5). Antogs vid Örlogsflottan 1798, arklimästare 10 april 1795, konstapel 14 mars 1809, Generalmönstring 1823: "Swarat försvarligt", 7 rekommenderande sjötåg, pålitlig i land, "sjuklig af ärhällne blessurer 1808"; i tjänst ännu 1831. SMts 1808 för Styrbjörns äntring, pensionsbrev nr 4. [2]
- C. G. Lundberg, född 17?? , död 18?? (levde 1818). Sergeant vid Arméns flotta 11 maj 1813, avsked 1815. SMts 1808 för Grönvikssund, fick medaljpension från och med 1817. [2]
- Alexander Lundquist, född i Jönköpings län 1772, (levde 1824). Antogs 1810 för nr 17 vid Gyllenskiölds kompani av 2. Sjöartilleriregementet i Karlskrona; generalmönstring 1817: "Kan läsa, skrifva och räkna"; avsked 1824 och "bor i Hof vid Wäxjö". - SMts 1808 (troligen då vid Armens Flotta); fick icke pension. [2]
- Per Persson Lustig, född 1758, död30 oktober 1823 (änka Dorotea Thomasdotter). Antogs 1792 för nr 74 (Hejde ting) vid 2. Gotlands kompani; avsked 30 maj 1816 såsom "gammal och sjuklig". - SMts 1809 för Ratan; pensionsbrev nr 87; pensionen utbetaltes från och med 1819 av landshövdingen.[2]
- Per Jönsson Lång, född 1769, död 5 juli 1815. Antogs 1788 som fördubblingsbåtsman för nr 96 (Mölstadsås socken) av Smålands kompani och som ordinarie där 12 juni 1798; generalmönstring 1812: "välbefaren". SMts 1808 för Styrbjörns äntring.[2]
- Sune Jonsson Lustig,  född 1775, (levde 1831). Antogs 1797 för nr 264 (Ysane socken) vid 3. Blekinge kompani; generalmönstring 1816: "Befaren"; avsked 1827. -SMts 1808; pensionsbrev nr 56.[2]
- Anders Eriksson Löfman, född 1783, (levde 1831). Antogs 1800 för nr 11 (Länna socken) vid Södra Roslags kompani l:a delen; generalmönstring 1816: "välbefaren. Kan skrifva". SMts 1808 för Styrbjörns äntring; pensionsbrev nr 79.[2]
- Jan Ersson Löfstedt, född i Västmanlands län 1787, död i Strömstad 1814 i okt/nov. Antogs 1809 som nr 26 vid 4. (Cronstedts) kompani av Arméns flottas Volontärregementet i Stockholm. SMts 1808.[2]
- Hans Jönsson Löfman, född 1771, (levde 1831). Antogs 1790 för nr 336 (Mellby socken) vid 3. Blekinge kompani; generalmönstring 1816: "Wälbefaren"; i tjänst ännu 1831. SMts 1808; pensionsbrev nr 57.[2]
- Johan Löfström, född 8 juli 1780, (levde 1845). Antogs vid Örlogsflottan 1800, konstapel 14 mars 1809, flaggjunkare, underlöjtnants karaktär 1813, examen 1816: "Känd kundskap; berömvärd conduite"; gmstr 1823: "Swarat godt", 7 rekommenderande sjötåg, pålitlig i land, god hälsa; i tjänst ännu 1845. - SMts 1808 för Styrbjörns äntring; ånyo SMts 1813 för Stettins belägring, pensionsbrev nr 2, GMts 1814. Se officersförteckningen, bilaga 2 ovan. Trippelmedaljerad [2]
- Carl Fredrik Löfstedt, född 1774, (levde 1818). Antogs 1796, 30 augusti 1814 underskeppare vid Örlogsflottan, examen 1816 (fick 8 frågor): "Svarat wäl med god practisk kännedom; god conduite", fråndömd tjänsten av Krigshovrätten 2 september 1818. SMts senast 1809, fick ej pension, hade 1816 förlorat medaljen under resa Ystad-Karlskrona och fick en ny 20 september 1816 på egen bekostnad. [2]
- Sven Andersson Löfve, född 1775, (levde 1831). Antogs 1795 för nr 468 Sventorp (Hoby socken) vid 1. Blekinge kompani; generalmönstring 1816: "Wälbefaren"; i tjänst ännu 1831. SMts 1808; pensionsbrev nr 44.[2]
- Sven Olsson Lönnbom, född 1779, (levde 1831). Antogs 1803 för nr 167 Traboda, Jämshög socken) vid 2. Blekinge kompani; generalmönstring 1816: "Wälbefaren"; i tjänst ännu 1831. - SMts 1808; pensionsbrev nr 48.[2]
- Samuel Mervingk, född i Danzig 1764, (levde 1816). Antogs 1788 vid Arméns flotta; var 1815 nr 16 vid 6. kompani av Volontärregementet i Stockholm ; civilyrke knappmakare; avsked 7 juni 1816. SMts 1809.[2]
- Johan Fredrik Monee, född i Stockholm 1779, (levde 1814). Antogs 1799 som nr 14 vid 4. (Cronstedts) kompani av Arméns flottas Volontärregementet i Stockholm; avsked 18 april 1814. SMts 1808.[2]
- Johan Gustafsson Nordberg, född i Södertälje 1781, död i Marinens sjukhus i Stockholm 13 februari 1816. Antogs 1807 som nr 43 vid 2. kompani av Arméns flottas Volontärregementet i Stockholm. - SMts 1808 för Grönviksund. [2]
- Justus Nyman, född 1784,  (levde 1824). Blev underskeppare vid Örlogsflottan 25 februari 1814, Generalmönstring 1823: "swarat wäl", gott uppförande under 9 sjötåg, "utmärkt dålig conduite" på land, god hälsa, var i tjänst 1824, men saknas 1827. SMts 1808 för Styrbjörns äntring, pensionsbrev nr 15. [2]
- Johan Robert Nymansson, född i Vaxholm 1770, död i Marinens sjukhus i Stockholm 21 april 1815. Antogs 1792 vid Arméns flotta; var 1811 premiärkorpral nr 15 vid 7. kompani av Volontärregementet i Stockholm; civilyrke fältskär. SMts 1808. [2]
- Johan Olifvelöf, född Väsby Norrgård (Cargo socken, Finland) 9 april 1784, död 18?? (levde 1816). Antogs 7 januari 1809 till underskärgårdsstyrman vid Arméns flotta, blev skärgårdsstyrman 27 februari 1811. "Har idkat utrikes sjöfart på Ryssland." SMts för Sandöström 1808, fick icke pension. [2]
- Johan Fredriksson Ohlborg, född i Uppsala 1787,  (levde 1823). Antogs 1804 som nr 28 vid 2. kompani av Arméns flottas Volontärregementet i Stockholm; i tjänst ännu 1823; civil yrke sockensnickare. SMts 1808; fick medalj pension från och med 1816.  [2]
- Johan Magnus Otto, född i Stockholm 1777, (levde 1823). Antogs 1795 som nr 67 vid Livkompani av Arméns flottas Volontärregementet i Stockholm; i tjänst ännu 1823. SMts 1808 för Grönviksund; ånyo SMts 1814 för norska sjötåget; fick medaljpension från och med 1816. Dubbelmedaljerad.[2]
- Nils Nilsson Orrhöna, född 1767, (levde 1816). Antogs för nr 150 (Gryt socken) vid Östgöta kompani 1790; generalmönstring 1816: "välbefaren"; avsked "för kroppsskada och bräcklighet" 24 oktober 1815. SMts 1808; fick icke pension. [2]
- Anders Andersson Pumpstock, född 1789, (levde 1833). Antogs för nr 118 (A socken) vid Östgöta kompani 1809; generalmönstring 1816: "befaren"; i tjänst ännu 1833. SMts av Konungen 19 september 1816 för bragd 1809 (anmäld 23/? 1816 ); pensionsbrev nr 77; dekorerad 16 januari 1817; förlorade medaljen "genom våda" under avräkningsmötet vid Grindtorps Gästgivargård 11 januari 1820; kompanichefen begärde ny medalj hos Befälhavande Amiralen anförande bland annat. "- - - då vid ombyte af band, som utdeltes efter Corum, han förmodeligen ej säkert tilltryckt ringen, som är för bandet. Karlens nyckterhet och synnerligen goda freyd är väl känd"; Befälhavande Amiralen beslöt tilldela ny medalj gratis 10 februari 1820, då "denna karl" är "känd för pålitelighet och godt upförande"; nya medaljen behövde dock aldrig översändas, ty kompanichefen rapporterade sex dagar senare: "I fölget af gjorde efterspaningar och lysningar 1 predikstolarne, har det lyckats - - - N:o 48. Pumpstock, at åter finna sin Tapperhet=Medaille, sedan snöen till en del bortsmält, vid Grintorps Gästgifvare gård - - -, hvilket förhollande, han för mig i dag inraporterat och Medaillen uppvist." [2]
- Samuel Rehnström, född 25 augusti 1786, död 18?? (levde 1814). 26 april 1808 kom han i tjänst vid Arméns flottas Stockholmseskader, sergeant 4 maj 1813. SMts 1808 för Sandöström, där han på kanonslup nr 1 sårades svårt i foten, fick icke pension. [2]
- Peter Oxell, född i Lindesberg 1773, död 11 augusti 1818. Antogs 1792 som nr 35 vid Livkompani av Arméns flottas Volontärregementet i Stockholm; civilyrke skomakare. SMts 1808 för Grönviksund; fick icke medaljpension.  [2]
- Olof Roselius, född i Örebro län 1769, (levde 1823). Antogs 1793 vid Arméns flotta; var 1815 korpral nr 50 vid Livkompani av Arméns flottas Livkompani i Stockholm; i tjänst 1821, men hade 1823 avsked. Han blev 1819 på egen begäran nedflyttad till volontär nr 63; civilyrke garvare. SMts 1808 för Grönviksund; ånyo SMts för norska sjötåget 1814; fick medaljpension från och med 1816. Dubbelmedaljerad. [2]
- Nils Persson Ruda,född 1782, (levde 1831). Antogs 1801 for nr 456 Gammanl (Hoby socken) vid 1. Blekinge kompani; generalmönstring 1816: "Wälbefaren; bevistat Tyska och Norska fälttågen"; i tjänst ännu 1831. SMts 1808; pensionsbrev nr 43.[2]
- Magnus Ryberg, född i Jönköpings län 1777, (levde 1829). Antogs 1799 för nr 29 vid (1816) Gyllenskölds kompani av 2. Sjöartilleriregementet i Karlskrona; generalmönstring 1818: "Kan läsa"; avsked 1824. SMts 1808 for Styrbjörns äntring, varunder han särades lätt; pensionsbrev nr 30.[2]
- Sven Jönsson Rånock, född 1768, (levde 1831). Antogs 1788 for nr 25 (Sandby socken) vid 2. Ölands kompani; generalmönstring 1816: "Välbefaren"; avsked 1 september 1830. SMts 1808 för Styrbjörns äntring; pensionsbrev nr 84.[2]
- Jöns Sandberg, född 1773, död 22 oktober 1824. Blev högbåtsman vid Örlogsflottan 4 april 1811, blev underskeppare 23 september 1819, Generalmönstring 1823: "Swarat tämmeligen wäl", gjort 4 sjötåg med "tämmeligen goda" betyg, dåligt uppförande på land, svag hälsa. SMts 1808 för Styrbjörns äntring; pensionsbrev nr 17. [2]
- Anders Sandström, född i Ystad 1764, (levde 1820). Antogs 1816 (troligen överkommen från Armens Flotta) för nr 43 vid Gyllenskölds kompani av 2. Sjöartilleriregementet i Karlskrona; generalmönstring 1817: "Kan läsa, skrifwa och räkna; har Tapperhets Medaille och reclamerar Amiral Wirsens honom gifne löfte om Gratial"; i tjänst ännu 1820. - SMts 1809; fick icke pension. [2]
- Matts Lobergsson Sax, född 1777, (levde 1831). Antogs 1795 för nr 412 Oämshög socken) vid 3. Blekinge kompani; generalmönstring 1816: "Befaren"; i tjänst ännu 1831. SMts 1808; pensionsbrev nr 61. [2]
- Claes Gustaf Schenfelt, fältväbel vis Kronobergs regemente, SMts 1808.[17]
- Gustaf Adolph Schönstedt , född 17??, död 18?? (levde 1831). Blev styckjunkare 7 juli 1814 vid Arméns flottas Stockholmseskader, stod 1816 vid 8. komp, var 1831 före detta konstapel. SMts 1808 för Palvasund, fick pension från och med 1816. [2]
- Jonas Sillman,, född 17??, död 18?? (levde 1818). Var 1817 före detta underskeppare vid Arméns flotta och bor i Malmö. SMts 1809, dekorerad i Stockholm 9 november samma år, lyfte pension genom landshövdingen 1817 men ej 1820. [2]
- Johan Sjöberg, född i Uppsala län 1784, (levde 1816). Antogs 1808 vid Arméns flotta; var 1815 nr 17 vid 6. kompani av Volontärregementet i Stockholm; "öfverlämnad till Öfverståthå11ar Embetet för stöld 16 juli (1816)". SMts 1809.  [2]
- Johan Persson Sparf, född 1773, död 9 september 1824.Antogs 1791 för nr 220 (Madesjö socken) vid 1. Södermöre kompani; generalmönstring 1816:"Befaren".  SMts för Ratan 1809; pensionsbrev nr 68. [2]
- Jöns Nilsson Sparf före c:a 1820 Torsk, född 1768,  (levde 1831). Antogs 1788 för nr 117 (Torslunda socken) vid 2. Ölands kompani; generalmönstring 1816: "Välbefaren"; avsked 1 september 1830. SMts troligen 1808; fick icke medaljpension. [2]
- Anders Peter Stadig, född 21 juli 1784, död 18?? (levde 1831). Idkat handelssjöfart på Nord- och Östersjön, var 1808-1809 förhyrt befäl på Örlogsflottan, kom i tjänst vid Arméns flottas Stockholmseskader som underskeppare 26 november 1814, i tjänst ännu 1823, men hade avsked 1831. Betyg 1816: dålig, "Känner takling af skärgårdsfartyg. Skrifver och räknar dåligt." SMts 1808, fick pension från och med 1816. [2]
- Sven Jonasson Staf, född 1782,  (levde 1831). Antogs 1808 för nr 117 Staffansbygd (Fridlevstad socken) vid 1. Blekinge kompani; generalmönstring 1816: "Befaren. Bevistat Tyska fälttåget"; i tjänst ännu 1831. SMts 1808 för Palvasund; SMts 1813 för Stettins belägring; pensionsbrev nr 39. Dubbelmedaljerad. [2]
- Anders Jönsson Sten, född 1773, (levde 1831). Antogs 1791 för nr 110 Stenryd (Norrhamn socken) vid 2. Blekinge kompani; generalmönstring 1816: "Wälbefaren; avsked 3 augusti 1831 "för älderdom". SMts 1808; pensionsbrev nr 45. [2]
- Carl Sten, född i Västergötland 1786, (levde 1823). Antogs 1798 vid Arméns flotta; var 1815 nr 22 och 1816 korpral nr 4 vid Livkompani av Volontärregementet i Stockholm; i tjänst ännu 1825. SMts för Grönvikssund 1808; ånyo SMts 1813 för Stettins belägring; fick medaljpension från och med 1816. Dubbelmedaljerad.  [2]
- Zakarias Claes Stenberg, född 8 juni 1772, död 18?? (levde 1816). Kom 1791 i tjänst vid Örlogsflottan, undergått examen 17 mars 1795 ; övergick till Arméns flotta 1799, bevistade affärerna vid Lemo, Tandholmen, Sandöström, Grönvikssund och Palvasund 1808, blev 20 maj 1809 flaggkonstapel, 1810 chef på kanonslup nr 19, ännu i tjänst 1816. SMts 1808 för Grönvikssund. [2]
- Stig, Lars Olsson, .~ 1780, t 18 .. (levde 1818). - Antogs 1798 för nr 365 Bromäla (Angerum socken) vid 2. Blekinge kompani; avsked 1813 18/6. SMts 1808. [2]
- Stor, Anders Carlsson, * 1765, t 182112/5, "Kort förut förlorade han genom eldsväda nästan hela sin lilla egendom, hvarigenom han och hans dotter Maria, gift med kronobatsman Sven Färdig försattes i det yttersta armod". - Antogs 1791 för nr 163 Hjelmseryd (Jämshög socken) av 2. Blekinge kompani; avsked 1813 18/6; generalmönstring 1818: tjänstgjorde 1813-1814 pa "Öppna Can:slup uti Sundet. Icke anmäld till med: (pension) efter han icke varit i Tyskland el. Norrige". - SMts 1808; tilldelad medaljpension genom ingripande av Befälhavande Amiralen (mot kompanianichefen) 1819. [2]
- Nils Jonasson Stor, född 1779, död 8 april 1829. Antogs 1795 för nr 99 (Asarum socken) vid 3. Blekinge kompani; generalmönstring 1816: "Wälbefaren"; var 1829 korpral. SMts 1808; fick icke pension. [2]
- Peter Jönsson Stor, född 1768, (levde 1824). Antogs 1784 för nr 212 Kärrabo (Södedkra socken) av 3. Södermöre kompani; generalmönstring 1816: "Wälbefaren". SMts 1808; pensionsbrev nr 71. [2]
- Johan Eriksson Strömgren, född i Kalmar län 1780, död 1824. Antogs vid Örlogsflottan 1798; var 1816 nr 56 vid af Trolles kompani av 1. Sjöartilleriregementet; generalmönstring 1817: "Sjövan; kan läsa och skrifva"; var 1823 nr 56 pa von Schantz's kompani av 2. Sjöartilleriregementet. SMts 1808; ånyo SMts 1813 för Stettins belägring, tilldelad av Konungen 22 mars 1814; pensionsbrev nr 24. Dubbelmedaljerad.  [2]
- Johan Pettersson Sundborg, född i Stockholm 1785, (levde 1816). Antogs 1804 som nr 13 vid 3. kompani av Arméns flottas Volontärregementet; civilyrke bokbindare; "afförd för liderlighet den 16. November 1815". SMts 1808 för Grönvikssund; fick icke medaljpension. [2]
- Jonas Sundquist,  född i Askersund 1783, (levde 1823). Antogs 1803 vid Arméns flotta; var 1815 nr 34 vid 3. kompani av Volontärregementet i Stockholm; civilyrke repslagare; i tjänst ännu 1821, men hade avsked 1823. SMts 1808 för Grönvikssund; medaljpension från och med 1816.[2]
- Anders Svanberg: tilldelad silvermedalj 1808, (tilldelad DTs 1790, silver- och guldmedalj för tapperhet till sjöss 1813)[18]
- Johan Larsson Söderberg, född 1772,(levde 1818). Antogs 1807 för nr 27 (Allsjö socken) vid Södra Hallands kompani; 1816: "välbefaren". SMts 1809 för Ratan; fick pension 1816-1817, men ströks 1818 såsom att han frånstulits medaljen under sömn på hemmarschen från Malmö 1812 (!); fick ny medalj gratis 18 januari 1821 med hänsyn till sin "utmärkt goda conduite".  [2]
- Sven Simonsson Tackellöpare, född 1767, (levde 1831). Antogs 1786 för nr 14 Björketorp (Listerby socken) av 1. Blekinge kompani; 1815: "Wälbefaren"; avsked 11 januari 1816 "säsom sjuklig". SMts 1808; pensionsbrev nr 37. [2]
- Nils Carlsson Törning, född 1772,  (levde 1824). Antogs 1791 för nr 8 (Stavsinge socken) vid Södra Hallands kompani; generalmönstring 1816: "välbefaren". - SMts 1809 för Ratan; pensionsbrev nr 99. [2]
- Ola Andersson Törnquist, född 1774, (levde 1818). Antogs 1793 för nr 17 Bredäng (Listerby socken) vid 1. Blekinge kompani; 1816: "Wälbefaren". SMts 1808; fick icke pension, dä han ej deltagit i sjötäg 1813-1814.
- Petter Magnusson Wallin, född i Växjö 1775, död 4 september 1822. Antogs 1793 vid Örlogsflottan; var 1816-1819 nr 5 vid Jägerskiölds kompani av 1. Sjöartilleriregementet; å generalmönstring 1817: "Sjövan. Begär Pension för sin Tapperhets Medaille". SMts 1808; fick ej pensionsbrev 1819. [2]
- Per Persson Warg, född 1783, (levde 1831). - Antogs 1806 för nr 351 (Mellby socken) vid 3. Blekinge kompani; generalmönstring 1816: "Befaren"; i tjänst ännu 1831. SMts 1808; pensionsbrev nr 59. [2]
- Olof Jönsson Wassberg, född 1779, (levde 1831). Antogs 1795 för nr 341 (Mellby socken) vid 3. Blekinge kompani; generalmönstring 1816: "Befaren"; i tjänst ännu 1831. SMts 1808; pensionsbrev nr 58. [2]
- Johan F. Welcher, född 17 november 1786, död 18?? (levde 1814), Antogs 21 mars 1808 till extra sergeant vid Arméns flottas Stockholmseskader, 1809 konstitituerad underlöjtnant, verklig underlöjtnant 1 maj 1810. SMts 1808 för Grönvikssund och Palvasund, dekorerad 22 september samma år, fick icke pension då han blivit officer. [2]
- Jakob Wilde, född 8 januari 1770, död 18?? (levde 1821). Kom 30 mars 1789 i tjänst vid Arméns flotta, Stockholms eskader och bevistade striderna vid Porkala i 3 månader, 2 maj 1790 undergått examen, samma år bevistat Svensksundslaget på galären Halland, 27 oktober 1796 styckjunkare, 1808 bevistat på kanonslup nr 67 bataljerna vid Tandholmen, Kimmitoström, Sandöström och Palvasund, 1815 chef på kanonslup Fredrikssund, avsked 23 augusti 1817, sedan han  den 15 augusti samma år arresterats "i Swarta Kammaren för Öfvervåld i Wackten". SMtSvsund 1790, SMts 1808 för Sandöström, fick pension från och med 1816. Dubbelmedaljerad. [2]
- Johan Josef Willman, född i Stockholm 1779, död 17 juni 1817. Antogs 1798 som nr 9 vid Livkompani av Arméns flottas Volontärregementet i Stockholm; var 1815 katolik och sidenvävare. SMts 1808.  [2]
- Per Larsson Wimpel, född 1775, (levde 1818). Antogs 1791 för nr 11 (Dörby socken) vid Smålands kompani; avsked 4 september 1809 "för sjuklighet". SMts 1808 för Styrbjörns äntring; fick ej medaljpension.[2]
- Båtsman 1. Bohusläns komp. nr 243 Wind, Örlogsflottan (SMts 1808), tilldelad igen 1814.
- Anders Andersson Witting, född i Uppland 1769,  (levde 1814). Antogs 1798 som nr 20 vid 3. (Lilliehööks) kompani av Arméns flottas Volontärregementet i Stockholm; avsked 1 mars 1814 för sjukdom. SMts 1808.  [2]
- Gustaf Wägstedt, född i Stockholm 1748, (levde 1816). Antogs 1810 som nr 18 vid 4. kompani av Arméns flottas Volontärregementet i Stockholm; civilyrke plåtslagare; avsked 8 januari 1816. SMts 1808. [2]
- Olof Bengtsson Wänlig: tilldelad silvermedalj 1808, (tilldelad DTs för Slaget vid Ölands södra udde) [18]
- Peter Åhlström, född i Södermanland 1772, (levde 1821). Antogs 1807 som nr 65 vid 2. kompani av Arméns flottas Volontärregementet i Stockholm; civilyrke bokbindare; i tjänst ännu 1821 men icke 1823. SMts 1808 för Grönvikssund; fick icke medaljpension.[2]
- Carl Jonas Åmansson, född 14 november 1792, död 18?? (levde 1823). Kom i tjänst 12 december 1809 vid Arméns flotta som underskeppare (var förut 1808-1809 förhyrd sergeant), överskeppare 16 april 1818. Betyg 1816: God. "Kundskap i takling af gallärer och smärre fartyg, journalers förande och uppbörds handhafvande. " SMts 1808 för Sandöström, där han som skeppsgosse miste vänster ben, fick pension från och med 1816. [2]
- Jakob Öman, född 20 juni 1786, död 18?? (levde 1817). Kom i tjänst vid Arméns flotta som underskeppare vid Stockholms eskader 14 april 1814, hade 1815-1816 permission för handelssjöfart. Betyg 1816: dålig. "Känner mindre skärgårdsfartygs takling. " SMts 1808, fick pension från och med 1816. [2]
- Anders Jansson Ösare, född 1777, (levde 1831). Antogs 1808 för nr 36 vid 1. Norrlands kompani:s 1. del av Armens Flotta; generalmönstring 1816: "befaren sjöman"; i tjänst ännu 1821. SMts 1808 för Grönvikssund; fick pension först från och med 1818.[2]

## UnderSjätte koalitionskriget1813-1814
Under perioden 1813-1814 utdelades ca 37 guldmedaljer och minst 270 silvermedaljer.

### Guldmedaljörer
- Carl Johan Ahlbaum, (1791-1835), (Horn III: 1:6-7), underlöjtnant vid Örlogsflottan, för belägringen av Stettin 1813, föreslagen guldmedalj 4 januari 1814, tilldelad 22 mars samma år. Slutligen premiärlöjtnant.[2]
- Carl Gustaf Florin, (1782-1871), (Horn III: 1:109-110), Underlöjtnant vid Örlogsflottan, för belägringen av Stettin 1813, föreslagen guldmedalj 4 januari 1814, tilldelad 22 mars samma år. Slutligen kaptenlöjtnant.

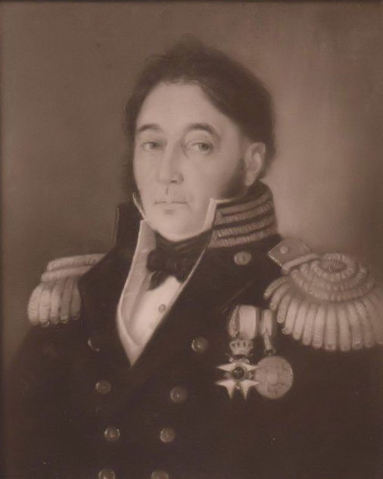
Georg Samuel von Gegerfelt

- Georg Samuel von Gegerfeldt, (1779-1866), (Horn III: 1:121-122; SAÄ:14), Kapten vid Arméns flotta, Landskrona eskader, för rådigt uppträdande såsom befälhavare på en däckad kanonslup under konvojering av handelsfartyg genom Öresund 6 april 1813, där man blev beskjuten från Kronborg, föreslagen 12 april samma år, tilldelad guldmedalj 28 april samma år, särskilt Kungligt tack å Generalorder 1 maj samma år, 4 maj beordrades fältmarskalk Toll att personligen dekorera honom, dekorerad 1814 i mars (medaljen översänd till chefen 3 mars, den hade av Genadjutanten för Flottorna rekvirerats hos Krigsexpeditionen redan 29 april 1813, betecknande nog heter i brevet 3 mars 1814 att dekoreringen skulle företagas av Överstelöjtnant von Diederichs eller om von Gegerfeldt redan ankommit till Landskrona av major Dorph. Glömd var alltså den särskilda honnören att dekoreras av högste befälhavaren personligen. Slutligen kommendör. [19][2]
- Johan Löfström, (1780-18??), Konstitituerad underlöjtnant vid Örlogsflottan, för belägringen av Stettin 1813, föreslagen guldmedalj 4 januari 1814, tilldelad 22 mars samma år. Hade även 2 SMts, se silvermadaljörer nedan. Trippelmedaljerad.
- Johan Erland Sjögren, (1772-18??), (GenAdjExp A, Utg.koncept 21/1 1815), Underlöjtnant vid Örlogsflottan (Örlogsskeppet Manligheten), för äntringen av danska kaparfregatten Elfven medelst en "16 åra slup" under patrullering å Malmö redd 19 december 1813 om natten, tilldelad guldmedalj 24 maj 1814, Genadjutanten för Flottorna glömde dock rekvirera medaljen till 21 januari 1815, men nödgades 15 mars samma år upprepa rekvisitionen, varpå medaljen 14 april samma år äntligen nedsändes till Befälhavande Amiralen i Karlskrona. [2]
- Anders Svanberg, (1765-1823), (Karlskrona Station, Stationsbef:s Militärexp B:II:l, 181422/3), Konstituerad underlöjtnant vid Örlogsflottan, för belägringen av Stettin 1813, föreslagen guldmedalj 4 januari 1814, tilldelad 22 mars samma år. Innehade även 2 SMts, Trippelmedaljerad.

### Silvermedaljörer
- Nils Olsson Ahl, född 1790, (levde 1860). Antogs 1809 för nr 219 (Orust härad) vid 1. Bohusläns kompani; generalmönstring 1816: "befaren"; var 1829 korpral. - SMts 1813; pensionsbrev nr 92.[2]
- Dragon Börje Bergman vid Östra härads kompani av Smålands dragonregemente tilldelades medaljen 1812 (dessutom innehar han För tapperhet i fält).[20]
- Anders Hansson Björkman, född 1780, död "på roten" 1819, efterlämnande änka och ett barn "i mycket fattiga omständigheter". - Antogs 1799 för nr 49 (Gunnarp socken) vid Södra Hallands kompani; generalmönstring 1816: "välbefaren". - SMts 1808; ånyo SMts 1813 för Stettins belägring, tilldelad av Konungen 22 mars 1814; pensionsbrev nr 101. Dubbelmedaljerad. [2]
- Carl Gustaf Blom, född 17?? , död i Glasängen (Västerhaninge socken) 16 november 1869. Antogs som extra roteringsbåtsman för nr 212 vid 1. SöJermanlands kompani; avsked 1814/15. - SMts 1813 för Stettins belägring; pensionsbrev nr 83; fick pensionen genom landshövdingen redan från 1816, men amiralstaben kände 1817 inte till hans adress. [2]
- Carl Fredriksson Boman, född i Kalmar län 1778,  (levde 1817). - Antogs 1810 vid Örlogsflottan; var 1816 nr 15 på Nordenskjölds kompani av 1. Sjöartilleriregementet; "Kan läsa, skrifva och räkna"; utstruken ur rullorna och "frånryckt" medaljen 1817. - SMts 1813 för Stettins belägring, tilldelad av Konungen 22 mars 1814.[2]
- Peter A. Cedergren, född 17??, död 18?? (levde 1823). Antogs 18?? för nr 21 vid Pihls kofferdibåtsmanskompani vid Örlogsflottan, 1816 såsom underskeppare överförd till Arméns flottas Göteborgseskader, i tjänst där 1823. SMts 24 maj 1814 för danska kaparen Elfvens äntring 19 december 1813, hade pension från och med 1816. [2]
- Carl Johan Dahn, ,född 3 maj 1790,död 18?? (levde 1816). - Kom i tjänst 3 augusti 1815 som underskeppare vid Armens Flotta, fick 30 oktober 1815 ett års permission för handelssjöfart, 9 maj 1816 dömd från tjänsten för stöld och förfalskning. SMts 1814 samt SMtf, troligen båda för Stettins belägring. Dubbelmedaljerad.[2]
- Dahn, född 17?? ,  (levde 1814). - Antogs senast 1812 såsom extra roteringskarl vid Södra Roslags kompani:s 2. del; i tjänst ännu 1814. SMts för Stettins belägring 1813, tilldelad av Konungen 22 mars 1814; fick samtidigt preussisk tapperhetsmedalj. Dubbelmedaljerad.[2]
- Carl H. Flintzberg, född 1790, död 18?? (levde 1831).  Antogs vid Örlogsflottan 1810, arklimästare 23 december 1808 (som underårig?), var 1815 karaktäriserad flaggjunkare, undergick 1816 officersexamen, Generalmönstring 1823; "Swarat godt" , 12 rekommenderade sjötåg, "utmärkt god" i land, god hälsa, konstapel 10  september 1824, Generalmönstring 1825: "Kunnig och ordentlig"; SMts 24 maj 1814 för danska kaparen Elfvens äntring å Malmö redd 19 december 1813, pensionsbrev nr 3. [2]
- Anders Mattson Flygare, född 1780, död 1824. - Antogs 1810 för nr 79 (Roslagsbro socken) vid Södra Roslags kompani:s l:a del; generalmönstring 1816: "sjövan". - SMts 22 maj 1814 för äntringen av dansk kapare på Malmö redd 1813 19/12; pensionsbrev nr 80.[2]
- Gabriel Fogelquist, född 1776, (levde 1818). - Antogs 1811 som nr 23 vid 5. kompani av Arméns flottas Volontärregementet i Stockholm; civilyrke trädgårdsmästare; rymde 1818 i april. - SMts 1808; ånyo SMts 1814 för Norge; uppbar medaljpension 1816-1817. Dubbelmedaljerad.[2]
- Johan Abrahamsson Frimodig, sedan (namnändring 1821) Giös, , född 1782, (levde 1860). - Antogs 1800 för nr 327 Guttamåla (Ronneby socken) vid 1. Blekinge kompani; generalmönstring 1816: "Wälbefaren"; var 1831 "sjökorporal"; i tjänst ännu 1831. - SMts 24 januari 1815 för äntringen av dansk kapare 19 december 1813; pensionsbrev nr 42.[2]
- Gumme Gummesson Gren, född 1791, (levde 1860). - Båtsman vid Örlogsflottan. Antogs 1808 för nr 8 Hasslö (Förkärla socken) vid 1. Blekinge kompani; 1816: "Befaren"; i tjänst 1831. - SMts 1813 för Stettins belägring; pensionsbrev nr 36; SMts 1814 för Norge. [2]
- Erik Lander, född i  Linköping 1782, var död 15 juni 1816. - Antogs 1804 vid Örlogsflottan; var 20 december 1815 nr 13 vid Rutensparres kompani av 1. Sjöartilleriregementet i Karlskrona; generalmönstring 1815: "kan läsa, skrifva och räkna". SMts 1813 för Stettins belägring, tilldelad av Konungen 22 mars 1814 22/3.[2]
- Johan Löfström, född 8 juli 1780, (levde 1845). Antogs vid Örlogsflottan 1800, konstapel 14 mars 1809, flaggjunkare, underlöjtnants karaktär 1813, examen 1816: "Känd kundskap; berömvärd conduite"; gmstr 1823: "Swarat godt", 7 rekommenderande sjötåg, pålitlig i land, god hälsa; i tjänst ännu 1845. - SMts 1808 för Styrbjörns äntring; ånyo SMts 1813 för Stettins belägring, pensionsbrev nr 2, GMts 1814. Se officersförteckningen, bilaga 2 ovan. Trippelmedaljerad [2]
- John Gordie (=? Gordon), född i London 1787,  (levde 1831). - Antogs 1809 vid Örlogsflottan; var 1816 volontär nr 11 vid Rutensparres kompani av 1. Sjöartilleriregementet; "välbefaren" och "kan läsa"; var 1831 nr 19 på 3. kompani där. - SMts 24 januari 1815 för äntringen av dansk kapare å Malmö redd 19 december 1813; pensionsbrev nr 22.[2]
- Abraham Lindholm, född i Nylands län 1790, (levde 1825). - Antogs 1809 vid Örlogsflottan; var 1816 volontär nr 3 vid Rutensparres kompani av 1. Sjöartilleriregementet i Karlskrona; "kan läsa"; utstruken ur rullan 1824 28/5 "för fortfaren liderlighet och oförbätterligt uppförande" samt påstod sig då strax: efter pingst 1824 ha blivit bestulen på både medalj och pensionsbrev under sömn i en lada. - SMts 24 maj 1814 för äntringen av dansk kapare å Malmö redd 9 december 1813; pensionsbrev nr 21.[2]
- Anders Olsson Ljungman, född i Kalmar län 17?? (levde 1827). - Antogs 1808 som fördubblingsbåtsman nr 166 för Jönköpings stad vid Smålands kompani; hemförlovad 12 november 1812, men återinkallad 1813; avsked 1815. - SMts 24 maj 1814 för danske kaparens äntring å Malmö redd 19 december 1813; pensionsbrev nr 73. [2]
- Sven Månsson Lycka, född 1787, död 1860. - Antogs 1807 för nr 53 Aryd (Hällaryd socken) vid 3. Blekinge kompani; generalmönstring 1816; "Befaren"; i tjänst ännu 1831. - SMts 1814 för Norge; pensionsbrev nr 52.[2]
- Jonas Gummesson Manlig, född i Västra Torsås socken (Kronobergs län) 1788, död därstädes 9 januari 1868. - Antogs vid Örlogsflottan 1807; var 1816 nr 21 vid Rosenswärds kompani av 2:dra Sjöartilleriregementet; avsked 1817 21/6; återvände genast till hemsocknen och blev torpare på Torshults torp (under Sågsberg). - Kompanichefen anmälde 1815 20/12, att Manlig då innehade följande medaljer: "1 för Tapperhet till Sjös, 1 för Tapperhet i Fält och 1 från Konungen i Preussen". Själv anger Manlig emellertid i ett klagobrev 18245/1 till Direktionen för Konungens Militärhospitals- och Medaljfond, att han i december 1822 fått ännu en medalj jämte pensionsbrevet nr 176. Han innehade alltså senast från och med 1822 tre svenska tapperhetsmedaljer och en preussisk. Han torde därmed vara Marinens genom tiderna främste tapperhetsmedaljerade i manskapsgraden. - SMts 1813 (pensionsbrev nr 34) och SMtf samma år, båda för Stettins belägring; SMts senast 1822 (pensionsbrev nr 176), troligen för Norge; preussisk tapperhetsmedalj 1813 för Stettin. Fyrdubbelt medaljerad.[2]
- Olof Häkansson Nykommen, (sedan 1820) Lind, född 1789, död (levde 1831). Antogs 1803 för nr 166 (Madesjö socken) av 1. Södermöre kompani; generalmönstring 1816: "Befaren". - SMts 1814 för Kragerön (Norge); pensionsbrev nr 67.[2]
- Johan Magnus Nyström, född 1791,  (levde 1831). Antogs vid Örlogsflottan 29 augusti 1811, arklimästare s. d., Generalmönstring 1823: "Swarat godt", 4 goda sjötåg, pålitlig i land, god hälsa; i tjänst ännu 1831. SMts 24 januari 1815 för danska kaparen Elfvens äntring utanför Malmö 19 december 1813, pensionsbrev nr 11, dekorerad 12 maj 1815 i Karlskrona. [2]
- Sven Pettersson, född 1777, död ? (levde 1831). Antogs vid Örlogsflottan 1804, arklimästare 6 augusti 1805, konstapel 18 januari 1821, Generalmönstring 1823: "Swarat godt" , 9 goda sjötåg, pålitlig i land, god hälsa, var i tjänst ännu 1831. SMts 22 mars 1814 för Stettins belägring 1813, pensionsbrev nr 10. [2]
- Carl Adolf Preutz, född i Stockholm 1771, (levde 1831). - Antogs 1812 som nr 21 vid 3. kompani av Arméns flottas Volontärregementet i Sockholm; avsked efter ansökan 1815 8/6. - SMts 1790; ånyo SMts 1813 för Stettins belägring; medalj pension från och med 1816. Dubbelmedaljerad. [2]
- Anders Sandman, född i Östhammar 1784, (levde 1830). - Antogs 1809 för nr 9 vid (1816) af Trolles kompani av 2. Sjöartilleriregementet i Karlskrona; generalmönstring 1817: "Kan läsa; befaren"; avsked 1824, "bor i Bjorhofde" (Torslunda socken, Ölands södra mot). - SMts 1813 (fältmedalj enligt kompanichefens rapport 20 december 1815 ) för Stettins belägring, tilldelad av Konungen 22 mars 1814; samtidigt innehade han då en äldre SMtf, vilket skulle förklara kompanichefens särskilda nyssnämnda påpekande; pensionsbrev nr 31. Dubbelmedaljerad.[2]
- Abraham Persson Ricktig, född 1783, död 1827. - Antogs 1805 för nr 161 Tving (Tvings socken) vid 1. Blekinge kompani; generalmönstring 1816: "Befaren; bevistat Norska Fälttåget 1814". - SMts 24 maj 1814 för äntringen av dansk kapare å Malmö redd 19 december 1813; pensionsbrev nr 40.[2]
- Abraham Sandstedt, född 9 maj 1788, död 18?? (levde 1831). Blev efter tidigare tjänst på annat håll sergeant vid Arméns flottas Stockholmseskader 16 juni 1811, avtjänade i september 1817 fjorton dagars arrest, i tjänst ännu 1823, men hade avsked 1831. SMts 1813 för Stettins belägring, fick pension från och med 1816. [2]
- Anders Svanberg: tilldelad både silver- och guldmedalj 1813, (tilldelad DTs 1790, silvermedalj för tapperhet till sjöss 1808)[18]
- Johan Gabriel Schönbeck, född i Hälsingborg 1779, (levde 1815). Antogs 1812 som nr 49 vid Lagerbjelkes kompani av 2. Sjöartilleriregementet. i Karlskrona; generalmönstring 1815: "Kan läsa, skrifva och rekna". - SMts 1813 för Stettins belägring, tilldelad av Konungen 22 mars 1814.[2]
- Sven Jonasson Staf,född 1782,  (levde 1831). - Antogs 1808 för nr 117 Staffansbygd (Fridlevstad socken) vid 1. Blekinge kompani; generalmönstring 1816: "Befaren. Bevistat Tyska fålttäget"; i tjänst ännu 1831. - SMts 1808 för Palvasund; SMts 1813 för Stettins belägring; pensionsbrev nr 39. Dubbelmedaljerad.[2]
- Anders Svanberg, född 1765, död 10 maj 1823. Antogs 1785, konstapel vid Örlogsflottan 9 mars 1795, flaggjunkare 1812, konstituerad underlöjtnant 1813, underlöjtnants karaktär 1814, examen 1816: "Känd kunskap; berömligt uppförande." SMts senast 1809, ånyo SMts 1813 för Stettins belägring, pensionsbrev nr 1 ("förkommit", anges i dödsrapporten). Hade även GMts, Trippelmedaljerad. [2]
- Carl Sten, född i Västergötland 1786,  (levde 1823). - Antogs 1798 vid Arméns flotta; var 1815 nr 22 och 1816 korpral nr 4 vid Livkompaniet av Volontärregementet i Stockholm; i tjänst ännu 1825. - SMts för Grönvikssund 1808; ånyo SMts 1813 för Stettins belägring; fick medaljpension från och med 1816. Dubbelmedaljerad. [2]
- Storm, Peter Gustafsson, född i Karlstad län 1784,  (levde 1824). - Antogs 1812 som nr 24 vid (1816) Löfmans kompani av 2. Sjöartilleriregementet i Karlskrona; generalmönstring 1817: "Kan läsa, skrifva och räkna"; avsked 1824; då han "trots lysning ej anmält sig" återsände landshövdingen i Jönköping hans pension 12 oktober 1825. - SMts 1813 för Stettins belägring, tilldelad av Konungen 22 mars 1814; pensionsbrev nr 33. [2]
- Johan Eriksson Strömgren, född i Kalmar län 1780, död 1824. - Antogs vid Örlogsflottan 1798; var 1816 nr 56 vid af Trolles kompani av 1. Sjöartilleriregementet; generalmönstring 1817: "Sjövan; kan läsa och skrifva"; var 1823 nr 56 pa von Schantz's kompani av 2. Sjöartilleriregementet. - SMts 1808; ånyo SMts 1813 för Stettins belägring, tilldelad av Konungen 22 mars 1814; pensionsbrev nr 24. Dubbelmedaljerad.[2]
- Israel Svanberg,född i Kalmar 1788,  (levde 1830). - Antogs 1804 vid Arméns flotta; var 1815 nr 33 vid 8. kompani av Volontärregementet i Stockholm; avsked 8 juni 1815 "för bråckskada"; antogs 1817 för nr 5 vid Överstelöjtnantens kompani av Konungens eget värvade regemente (i Malmö) avsked 22 december 1829; civilyrke bagare. - SMts 1814 för Norge; medaljpension från och med 1816.[2]
- Anders Månsson Söderström, född i Kalmar län 1783,  (levde 1815). Antogs 1804 som nr 33 vid Kocks kompani. av 1. Sjöartilleriregementet i Karlskrona; generalmönstring 1815: "kan läsa". - SMts för Stettins belägring 1813, tilldelad av Konungen 22 mars 1814. [2]
- Johan Wind, född 17?? , (levde 1860). - Antogs 1813 till förstärkningsbåtsman för nr 221 (Varberg stad) vid Norra Hallands kompani. SMts 1 mars 1814 av Konungen; hade pension 1831, men icke 1816-1824.[2]
- Carl Fredrik Wiberg, född 1781, död 1822. Antogs 1803, konstapel vid Örlogsflottan 27 oktober 1814. SMts 22 mars 1814 för Stettins belägring 1813, pensionsbrev nr 6. [2]
- Carl Fredrik Wänjer, född i Helsingfors 1788, (levde 1819). - Antogs 1809 vid Örlogsflottan; var 1816 nr 34 vid Jägerskiölds kompani av 1. Sjöartilleriregementet; "Kan läsa, skrifva och räkna"; avsked 1820 1/11 för att återvända till Finland. - SMts 24 maj 1814 för äntringen av dansk kapare på Malmö redd 19 december 1813; pensionsbrev nr 23.[2]
- Johan Ylin, född 17?? ,  (levde 1819). - Antogs senast 1813 som extra roteringsbåtsman för nr 139 vid Södra Roslags kompani:s 1. del; dömd för nesligt brott 1818. - SMts 22 mars 1814 "för affairen vid Stettin" 1813, där han deltog på kanonslup nr 40; "frånryckt" medaljen 1818. [2]
- Peter Svensson Yxa, född 1791,  (levde 1831). - Antogs 1809 för nr 41 Yxnarum (Lister by socken) vid 1. Blekinge kompani; 1816: "Befaren"; i tjänst ännu 1831. - SMts 24 januari 1815 för äntringen av dansk kapare å Malmö redd 19 december 1813; dekorerad först 6 augusti 1816 i Karlskrona; pensionsbrev nr 38.  [2]
- Ärlig, se Frisk.
- Nils Johan Överdal från rote 036 Öfverdal tilldelades medaljen någon gång mellan 1809 och 1825.[21]

## UnderFälttåget mot Norge1814
Under perioden 1813-1814 utdelades ca 37 guldmedaljer och minst 270 silvermedaljer.

### Guldmedaljörer
- Gustaf Emanuel Appelberg, (1789-1858), (Horn III: 1:19-20), underlöjtnant vid Arméns flotta, för Fredrikstad (Norge), föreslagen 8 april 1814, tilldelad guldmedalj 9 augusti samma år, dekorerad 12 december samma år. Slutligen premiärlöjtnant.[2]
- J. C. Bagge, (c:a 1790-18??), (tjförteckn. 1813 i Chefen AF:s arkiv B 1:1814 nr 4), konstituerad underlöjtnant vid Arméns flotta, för Fredrikstad (Norge), föreslagen guldmedalj 4 augusti 1814, tilldelad 9 augusti samma års. Slutligen kapten i handelsflottan. [2]
- Johan Christian Blomstedt, (1775-1831), (Horn III: 1:41-42), kapten vid Arméns flotta, för Fredrikstad (Norge), föreslagen guldmedalj 4 augusti 1814, tilldelad 9 augusti samma år, slutligen kommendörkapten. [2]
- Nils Abraham Bruncrona, (1763-1846) överstelöjtnant vid flottorna, Han deltog i attacken på Hvaleröarna samt anförde sedan den avdelning av skärgårdsflottan, som var anbefalld att utföra landstigning på östra-sidan av Kragerön och bombardera Fredrikstads och Kongsstens fästningar. Erhöll guldmedalj 1814.[22]
- Nils Drakenberg, Nils (1783-1839), (SAÄ:7, där dödsåret är 1837; Horn III: 1:81-82), löjtnant vid Arméns flotta, för Fredrikstad (Norge), föreslagen guldmedalj 4 augusti 1814, tilldelad 9 augusti samma år. Slutligen major. [2]
- O. G. Eugen von Vegesack, baron (1795-1876), (SAÄ:8; Värmlands Fältjäg Reghi 11:217), löjtnant Hallands bataljon, för landstigningen vid Fredrikstad (Norge), föreslagen guldmedalj 4 augusti 1814, tilldelad 9 augusti samma år, order till generalen greve Adlercreutz 2 november samma år att personligen dekorera honom. Slutligen kapten. Känd militär skriftställare som bland annat utarbetat den första tryckta sammanställningen av guldmedaljerade för tapperhet.[2]
- Abraham Carl Christian de Frese, (1794-1823/ .. ), (SAÄ:11), Underlöjtnant vid Arméns flotta, för Fredrikstad (Norge); föreslagen guldmedalj 4 augusti 1814, tilldelad 9 augusti samma år. Reste utrikes 1822.[2]
- Hornstedt, Claes V. (17 .. -18 .. ), konstituerad vid Arméns flotta, för Fredrikstad (Norge), föreslagen 4 augusti 1814, tilldelad guldmedalj 9 augusti samma år, (hans namn saknas i justerade konceptet till Kungliga Brevet 2 november samma år, men lyckligtvis hade flaggkapten Gustaf af Klint redan 17 augusti samma år satt ut tilldelningen på Generalorder, varför H. utan krångel fick sin medalj).[2]
- Carl Ulrik af Klercker, (1778-1828), (Horn III: 1:185-186; (SAÄ:5), Major vid Arméns flotta, för Fredrikstad (Norge), föreslagen guldmedalj 4 augusti 1814, tilldelad 9 augusti samma år. Slutligen överstelöjtnant. Känd genealogisk samlare och skapare av Klercker/Mattonska samlingen på Kungliga Biblioteket. [2]
- Olof Benjamin Kullberg, (1779-1836), (Horn III: 1:209-211), Underlöjtnant vid Arméns flotta, för Fredrikstens belägring (Norge) (sårad i höger fot), föreslagen 27 oktober 1814 till tapperhetsbefordran till löjtnant, men tilldelades i stället Guldmedalj till sjöss 2 november samma år. Slutligen löjtnant. [2]
- Fredrik Bernhard Cöster, (1797-1878), (Biografika; KrA) Fänrik vid Hallands Infanteribataljon, för landstigningen vid Fredrikstad (Norge), tilldelad guldmedalj 9 augusti 1814, order till generalen greve Adlercreutz 2 november samma år att personligen dekorera honom, men fick han enligt egen uppgift medaljen sig tillsänd i brev från Adlercreutz. Slutligen kapten. Hans skildring av Norgefälttäget trycktes i tidningen Hallands Söndagsbilaga nr 6-16/ 1901. [2]
- Johan Löfström, född 8 juli 1780, (levde 1845). Antogs vid Örlogsflottan 1800, konstapel 14 mars 1809, flaggjunkare, underlöjtnants karaktär 1813, examen 1816: "Känd kundskap; berömvärd conduite"; gmstr 1823: "Swarat godt", 7 rekommenderande sjötåg, pålitlig i land, god hälsa; i tjänst ännu 1845. - SMts 1808 för Styrbjörns äntring; ånyo SMts 1813 för Stettins belägring, pensionsbrev nr 2, GMts 1814. Se officersförteckningen, bilaga 2 ovan. Trippelmedaljerad [2]
- Gustaf Adolf Melan,  (1781-18??), (Horn III: 1:255-256), Löjtnant vid Arméns flotta, för Fredrikstad (Norge), föreslagen guldmedalj 4 augusti 1814, tilldelad 9 augusti samma år, dekorerad i oktober samma år. Slutligen kapten. [2]
- Otto Gustaf Nordenskiöld, , baron (1841), (1780-1861), (Horn III: 1:275-276; SAÄ:8), Överstelöjtnant vid Örlogsflottan, för landstigningen och erövringen av Kragerön (Norge) 1814, tilldelad guldmedalj 9 augusti samma år, 28 oktober samma år beordrades viceamiral baron Cederström personligen dekorera honom, medaljen bortglömdes och rekvirerades av Generaladjutanten för Flottorna först 21 januari 1815, varpå denna nödgades återupprepa rekvisitionen 15 mars samma år. Slutligen (verklig) amiral. [2]
- Gustaf Peteche, (1780-1824), (Rullor; KrA), Löjtnant vid Arméns flotta, Malmö eskader, för Fredrikstad (Norge), föreslagen guldmedalj 4 augusti 1814, tilldelad 9 augusti samma år. Slutligen löjtnant. [2]
- Per Adam Claes Raab, baron (1793-1821), (SAÄ:20), Löjtnant vid Hallands Infanteribataljon, för landstigningen vid Fredrikstad (Norge), tilldelad guldmedalj 9 augusti 1814, order till generalen greve Adlercreutz 2 november samma år att personligen dekorera honom. Avancerade icke. [2]
- Johan Wilhelm Ramsay, (1788-1840), (SAÄ:2l; Horn III: 1:317-318), Löjtnant vid Arméns flotta, för Fredrikstad (Norge); föreslagen guldmedalj 4 augusti 1814, tilldelad 9 augusti samma år, dessutom tilldelad HMK Hederssabel 2 augusti 1816 för sjöexpeditionen å marinbriggen Delphin. Slutligen kapten. [2][23]
- Johan Samuel Rosenswärd, (1782-1818), (SAÄ:4), Major vid Arméns flotta, för landstigningen på Kragerön (Norge), tilldelad guldmedalj 9 augusti 1814,  medaljen rekvirerad av Generaladjutanten för Flottorna först 22 januari 1815, som 15 mars samma år nödgades återupprepa rekvisitionen. Slutligen överstelöjtnant och guvernör på S:t Barthelemy. [2]

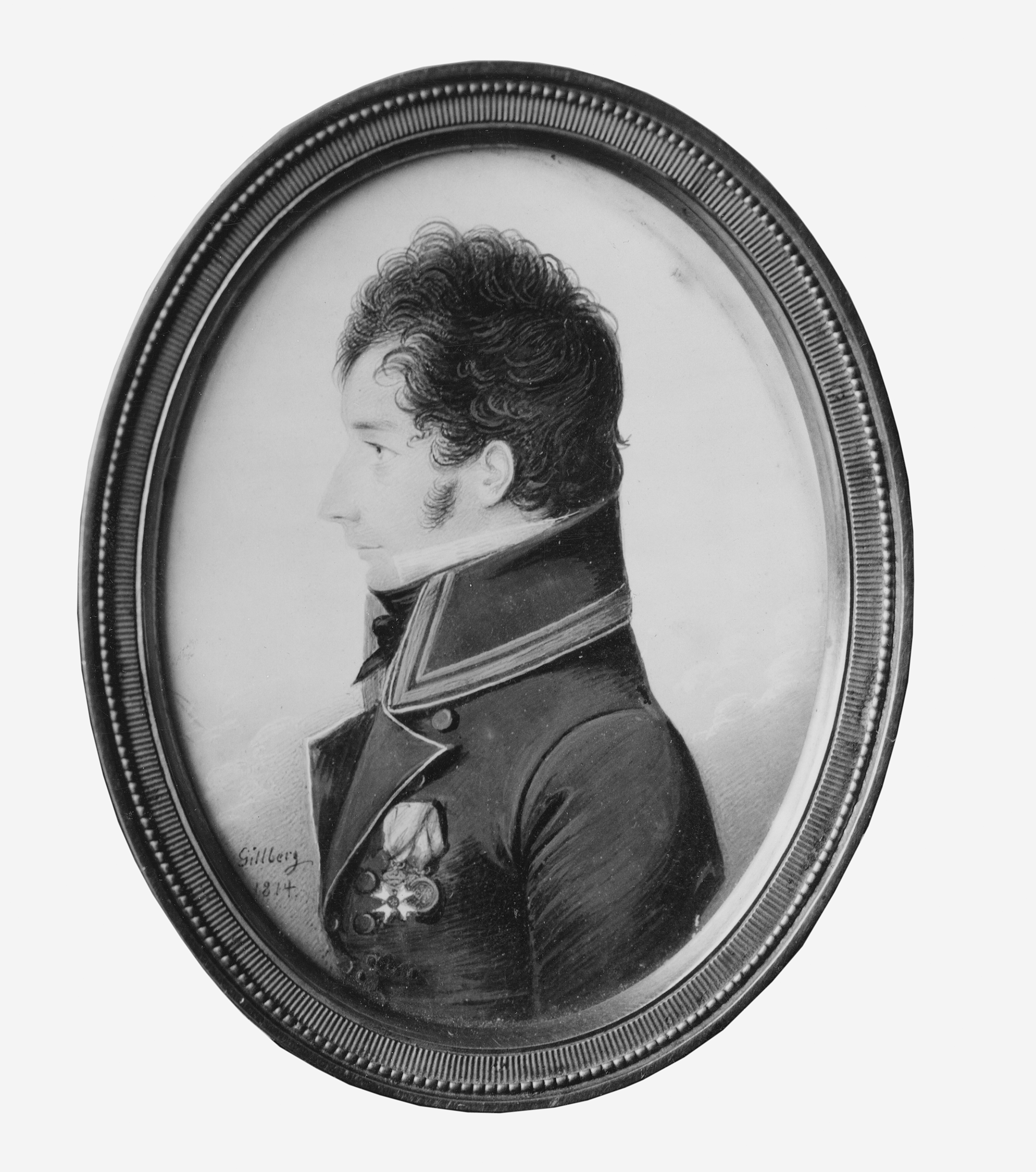
Johan Samuel Rosensvärd, överstelöjtnant i Flottans stab (Jacob Axel Gillberg) - Nationalmuseum -

- Johan Henrik Röö, (1787-1855), (Horn III: 1:351-352), Löjtnant vid Arméns flotta, för Fredrikstad (Norge), föreslagen guldmedalj 4 augusti 1814, tilldelad 9 augusti samma år. Slutligen kommendörkapten. [2]
- G. H. J. af Trolle, (1764-1824), (SAÄ:14; Horn III: 1:403-404), Major vid Arméns flotta, för landstigningen på Kragerön (Norge) 1814, tilldelad guldmedalj 1815 (förmodligen 2 januari, då Generaladjutanten för Flottorna rekvirerat den 3 januari samma år). Slutligen överstelöjtnant. [2]
- Carl Gustaf Ulfsparre (af Broxvik), (1783-1846), (SAÄ: 53; Horn III: 1:416), Underlöjtnant vid Arméns flotta, för Fredrikstad (Norge), föreslagen guldmedalj 4 augusti 1814, tilldelad 9 augusti samma år, av Konungen tilldelad Ryska S:t Annaorden 3 klass 28 oktober 1818 för tapperhet och blev därigenom tillika ärftlig rysk adelsman. Slutligen löjtnant. [2]
- Carl Hans Ulner, (1796-1859), (Horn III:l:417-419), Underlöjtnant vid Örlogsflottan, för landstigningen på Kragerön (Norge) 1814; föreslagen guldmedalj 4 augusti samma år, tilldelad 9 augusti samma år, dekorerad av Befälhavande Amiralen i november samma år (medaljen översänd dit 28 oktober), dessutom tilldelad HMK Hederssabel 1816 2 augusti för kryssning med örlogsbriggen Delphin. Han var endast 18 är. Slutligen konteramiral och sjöförsvarsminister. [2]
- Johan R. Ognelood, (1778-1824), (SAÄ:9; Horn III: 1:450-451), Kapten vid Örlogsflottan, för Fredrikstad (Norge), föreslagen guldmedalj 4 augusti 1814, tilldelad 9 augusti samma år, dekorerad i maj 1815 (medaljen tillsänd chefen överstelöjtnant von Diederichs 11 maj samma år). Slutligen major. Han fick våren 1813 arrest för att han utan order i Pommern avgivit salut på Konungens namnsdag 28 januari samma år (Chefen AF arkiv, D III:7).[2]
- Nils Abraham Bruncrona tilldelades medaljen i guld.

### Silvermedaljörer
- Carl Fredrik Berg, född i Stockholm 1788, (levde 1823). - Antogs 7 april 1810 vid Armeéns flotta; var 1815 nr 4 vid Tygmästarens kompani av Göteborgs eskader; civilyrke repslagare; i tjänst ännu 1823. - SMts 1814; medaljpension från och med 1816. [2]
- Bergsköld, Lars, född 1768,  (levde 1823). - Antogs 1786 vid Arméns flotta; var 1815 nr 47 vid 5. kompani av Volontärregementet i Stockholm; i tjänst (vid 4. kompani) ännu 1823; civilyrke handskmakare. - SMts 1814; fick medaljpension från och med 1816.[2]
- Per Gummesson Björkman, född 1789,  (levde 1831). - Antogs 1808 för nr 434 Jämshög socken) vid 3. Blekinge kompani; generalmönstring 1816: "Befaren"; i tjänst ännu 1831. - SMts 1814 för Norge; tilldelad på generalorder 20 december 1815, men skulle dekorerats redan 12 maj samma år i Karlskrona; fick medaljpension från och med 1816, men var ännu 1831 icke dekorerad. [2]
- Anders Fredriksson Blom, född 1771,  (levde 1831). - Antogs 1790 för nr 158 (Godestad socken) vid Norra Hallands kompani; generalmönstring 1816: "välbefaren". - Han anhöll 1818 att äntligen "få torp utsynt, odlat och bebyggt". - SMts 1814; pensionsbrev nr 98.[2]
- Erik Blom, född i Gävle 1788, död 1824 genom olyckshändelse. - Antogs vid Örlogsflottan 1809; var 1816 nr 49 vid Livkompani av 2:dra Sjöartilleriregementet; generalmönstring 1817: "Befaren; kan läsa, skrifva och räkna; fädt Tapperhets Medaille den 12 maj 1815" (dekorerad i Karlskrona då). - SMts 1814, troligen för Norge; pensionsbrev nr 27.[2]
- Carl Gustaf Broms, född i Stockholm 1772, (levde 1817). - Antogs 1808 vid Arméns flotta; var 1815 nr 21 vid 6. kompani av Göteborgs eskader; utstraffad 1817. - SMts 1814; uppbar medaljpension 1816-1817. [2]
- Nils Böllin, född i Härnösands län 1784,  (levde 1817). - Antogs 1814 som nr 18 vid Livkompani av Arméns flottas Volontärregementet i Stockholm; "för begången stöld överlämnad till polisen den 12 October 1816"; rymde en tid därefter ur häktet, sedan han dömts till 40 par spö. - SMts 1814; medalj pension 1816. [2]
- Nils Larsson Bössa ("Byssa"), född 1782, (levde 1824). Antogs 1800 för nr 64 Krankiösa (Ljungby socken) av 1. Södermöre kompani; avsked 12 maj 1815. SMts 1808 för Styrbjörns äntring; pensionsbrev nr 66.[2]
- Underskeppare Carl Johan Dahn, Arméns flotta (Sthlms esk.); Tilldelad såväl SMtf som SMts 1814; utstraffad 1816 10/5),
- Erik D. Dillström,  född i Södermanland 1785, - Antogs vid Örlogsflottan 1811; var 1816 nr 19 vid 1. Majorens kompani av 2:dra Sjöartilleriregementet; blev 1820 korpral nr 57 där; generalmönstring 1817: "kan läsa, skrifva och räkna; fätt Tapperhets Medaille den 12 maj 1815" (dekorerad i Karlskrona då). - Kallas delvis endast "Ström". - SMts 1814, troligen för Norge.[2]
- D. M. Deyenberg, ,född 29 september 1793 i Bohuslän, död 1870 (änka Maria Nordström). Antogs vid Arméns flottas Göteborgseskader, var 1814 sergeant, var 1824 och 1831 tulljaktuppsyningsman i Lysekil, var 1850 tullkontrollör. Bodde 1860 i Ljungs socken i Bohuslän. SMts 9 augusti 1814 för Kragerön (Norge), hade pension 1821, men icke 1819. [2]
- Johan Persson Dure, född 1776, död 1825. Antogs 1804 för nr 68 (Konungssund socken) vid Östgöta kompani; generalmönstring 1816: "Befaren"; blev korpral 1823. SMts 1808 för Styrbjörns äntring (svårt sårad); pensionsbrev nr 74. [2]
- Johan Ekman, född 1779, död 18?? (levde 1831). Antogs vid Örlogsflottan 1800, konstapel 23 augusti 1814, generalmönstring 1823: "Swarat godt", 10 goda sjötåg, pålitlig i land, "sjuklig; lam i fötterne", i tjänst ännu 1831. SMts 2 november 1814 för Norge, pensionsbrev nr 7. [2]
- Isak (Erlandsson) Walbomsson Falck, född 1785,  (levde 1831). Antogs 1802 för nr 103 vid Södra Roslags kompani:s 2 del (vilket nr då tycks ha tillhört 1. Sörmlands kompani); generalmönstring 1816: "välbefaren". SMts 1808 för äntringen av ryska briggen Aglai i Jungfrusund natten 17/18 augusti; pensionsbrev nr 81.[2]
- Johan Sjögrensson Flagga, född 1783,  (levde 1831). - Antogs för nr 48 (Ljungby socken) vid 1. Södermöre kompani 1799; generalmönstring 1816: "Välbefaren"; avsked 1819. - SMts 1808 för Styrbjörns äntring; pensionsbrev nr 65.[2]
- Gabriel Fogelquist, född 1776,  (levde 1818). - Antogs 1811 som nr 23 vid 5. kompani av Arméns flottas Volontärregementet i Stockholm; civilyrke

trädgårdsmästare; rymde 1818 i april. - SMts 1808; ånyo SMts 1814 för Norge; uppbar medaljpension 1816-1817. Dubbelmedaljerad. 
- Frisk, sedan (ändrat 1831) Ärlig, Anders Johansson, ':' 1792, t 1871 31/1.Antogs 1809 för nr 48 (Orust härad) vid 1. Bohusläns kompani; generalmönstring 1816: "befaren". - SMts 1814; pensionsbrev nr 89.[2]
- Erik Gisesson Fyhr,  frisk 1790, död (drunknad) 13 november 1822. - Antogs 1808 för nr 473 Jämshög socken) vid 3. Blekinge kompani; generalmönstring 1816: "Befaren". SMts 1814 för Norge; pensionsbrev nr 64; tilldelad på generalorder 20 december 1815, men skulle ha dekorerats 12 maj samma år i Karlskrona; fick pension från och med 1816, men var ännu vid sin död icke dekorerad (!).[2]
- Henrik Gahn ("Gähn" eller vanligast 'Jähn"), född 4 januari 1785, död 18?? (levde 1821). Antogs vid Arméns flottas Göteborgseskader 1806, underskeppare 10 september 1810, avsked 12 augusti 1816. SMts 2 november 1814 för Fredrikstad (Norge), avförd från pension andra halvåret 1817. [2]
- Gumme Gummesson Gren, född 1791, (levde 1860). - Båtsman vid Örlogsflottan. Antogs 1808 för nr 8 Hasslö (Förkärla socken) vid 1. Blekinge kompani; 1816: "Befaren"; i tjänst 1831. - SMts 1813 för Stettins belägring; pensionsbrev nr 36; SMts 1814 för Norge. [2]
- Magnus Carlsson Gräsbäck, född 1787, (levde 1831). - Antogs 1808 för nr 45 (Söderåkra socken) vid 2. Södermöre kompani; generalmönstring 1816: "Befaren"; i tjänst ännu 1831. - SMts 1814 för Kragerön (Norge); pensionsbrev nr 69.[2]
- Johan Grönquist, född i Bohuslän 1790,  (levde 1823). - Antogs vid Arméns flotta 31 mars 1809; var 1815 nr 34 vid Livkompaniet av Göteborgs eskader i tjänst ännu 1823. - SMts 1814; medaljpension från och med 1816.[2]
- Peter Gustaf Hasselgren (även Hasselberg), född 17??, död 6 april 1820. Antogs som arklimästare vid Örlogsflottan 6 september 1804, SMts 2 november 1814 för Norge, pensionsbrev nr 9. [2]
- Hans Andersson Hiller, född 1790, (levde 1831). Antogs 1809 för nr260 Hillerslätt (Hjortsberga socken) vid 1. Blekinge komp; generalmönstring 1816: "Befaren; bevistat Norska fälttåget"; i tjänst ännu 1831. SMts 24 januari 1815 för äntringen av dansk kapare å Malmö redd 19 december: pensionsbrev nr 41. [2] />
- Carl Gustaf Hindrichsson, sedan 1824 Stark, född i Blekinge 1776, (levde 1825). - Antogs 1798 vid Örlogsflottan; var 1815 nr 43 vid Livkompani av 2:dra Sjöartilleriregementet i Karlskrona; var 1823 korpral nr 51 där; generalmönstring 1817: "Wälbefaren; gjordt Under Officers tjenst til Sjöss under kriget. Kan läsa och skrifva; undfädt Medaille för Tapperhet til Sjöss den 24 juli 1815" (dekorerad då). - SMts 1814, troligen för Norge; pensionsbrev nr 26.[2]
- Niklas Holm,  född 4 februari 1785, död 18?? (levde 1831). Antogs vid Arméns flottas Göteborgseskader 1808, sergeant 2 mars 1809, styckjunkare 12 augusti 1814, i tjänst 1818, avsked senast 1821. Bodde 1860 i Landskrona. SMts 1814, troligen för Norge, pensionsbrev nr 150. [2]
- Peter Hurtig, född i Älvsborgs län 1777, död i februari 130. - Antogs 31 maj 1805 vid Arméns flotta; var 1815 nr 19 vid Överstelöjtnantens kompani av Göteborgs eskader; avsked senast 1823. - SMts 1814; medaljpension från och med 1816.[2]
- Jakob Johansson Hästlägg, född i 1781, död 14 augusti 1819. - Antogs 1801 för nr 69 (Orust härad) vid 1. Bohusläns kompani; generalmönstring 1816: "befaren". SMts 1814; pensionsbrev nr 90.[2]
- Johan Jakobsson, född i Karlshamn 1784, (levde 1824 i Karlskrona med hustru och barn). - Antogs 1804 vid Örlogsflottan; tjänstgjorde 1813 på Dristigheten, 1814 på Manligheten; var 1816 korpral nr 51 vid 1. Sjöartilleriregementets Livkompani i Karlskrona; "Kan läsa, skrifva och räkna". Degraderad till menig nr 73 22 november 1821 och avtjänade samma dag 25 prygel för snatteri på Karlskrona Örlogsvarv; 27 januari 1823 15 prygel för fylleri och otidigheter mot underofficeren vid Norrebrovakten i Karlskrona; samma år i maj 10 prygel för fylleri ombord på linjeskeppet Carl XIII; 4 december samma år utstruken ur rullan samt 35 prygel för snatteri på Karlskrona örlogsvarv. - SMts 1814; pensionsbrev nr 19; "frånryckt" medaljen 4 december 1823.[2]
- Anders Jansson, född i Kalmar län 1792, död efter 1824. - Antogs 1813 vid Örlogsflottan; tjänstgjorde 1814 på Fäderneslandet och Camilla; var 1816 volontär nr 67 vid 1. Sjöartilleriregementets Livkompani; "kan läsa"; generalmönstring 1821: "Enligt Kong!. Maj:ts Nädiga utslag den 20 Octob. 1820 dömd till fästningsarbete fdr subordinationsbrott". - SMts 1814; pensionsbrev nr 20.[2]
- Jon Nilsson Cabel, född 1779, död 1831. - Antogs 1801 för nr 23 (Aryd socken) vid 3. Blekinge kompani; generalmönstring 1816: "Befaren"; i tjänst ännu 1831. - SMts 1814 för Norge; pensionsbrev nr 50.[2]
- Peter Carlberg, född i Skaraborgs län 1773,  (levde 1821). - Antogs 1812 22/1 vid Arméns flotta; var 1815 nr 20 vid Livkompaniet av Göteborgs eskader; civilyrke bergsprängare; avsked 1818. - SMts 1814; medalj pension från och med 1816. [2]
- Magnus Gustaf Kjellberg, född i Stockholm 1779,  (levde 1821). - Antogs 1800 vid Arméns flotta; var 1815 nr 24 vid 6. kompani av Volontärregementet i Stockholm; avsked 1 augusti 1815. - SMts 1808; ånyo SMts 1814 för Norgefälttåget; medaljpension från och med 1816. Dubbelmedaljerad.  [2]
- Jöns Persson Kast, född 1779,  (levde 1831). - Antogs 1800 för nr 40 (Hällaryd socken) vid 3. Blekinge kompani; generalmönstring 1816: "Befaren"; i tjänst ännu 1831. - SMts 1814 för Norge; pensionsbrev nr 51.[2]
- Carl Larsson, född 17?? , (levde 1823). - Antogs som förstärkningsbätsman för nr 160 Lundby (Gottröra socken) vid Södra Roslags kompanis 1. del; avsked 1814. - Bodde sedan i Alsta (Gottröra socken). SMts 26 september 1817 av Konungen, för belägringen av Fredrikstad, Norge, där han 4 augusti 1814 "förlorade högra armen"; dekorerades av landshövdingen på hösten 1817; fick pension från och med samma år[2]
- Magnus Lilja, född i Älvsborgs län 1783,  (levde 1831). - Antogs 22 september 1806 vid Arm+ens flotta; var 1814 nr 48 vid Överstelöjtnantens kompani av Göteborgs eskader; avsked 16 oktober 1815. - SMts 1814; medaljpension från och med 1816. [2]
- Carl Pettersson Lindbom, född i Kronobergs län 1784, (levde 1821). Antogs 1805 som nr 38 vid 3. kompani av Arméns flottas Volontärregementet i Stockholm; civilt yrke bagare; i tjänst ännu 1821. - SMts 1814; medaljpension från och med 1816. [2]
- Anders Jönsson Lindman, död 1789, (levde 1823). - Antogs 1809 för nr 140 (Hagby socken) vid 2. Södermöre kompani; generalmönstring 1816: "wälbefaren"; struken ur rullan "för brottslighet" 27 juni 1822. - SMts 1814 för Kragerön (Norge); pensionsbrev nr 70.[2]
- Johan Lundborg, född 13 augusti 1760, (levde 1831). Antogs vid Arméns flotta 1794, sergeant vid Göteborgseskadern 6 december 1800, flaggkonstapel 7 februari 1810, var 1828 "stufningsunderofficer", i tjänst ännu 1835, men icke 1839. SMts 9 augusti 1814 för Fredrikstad (Norge), pensionsbrev nr 149. [2]
- Nils Jansson Lund, född i Växjö 1777,  (levde 1827). - Antogs 1807 för nr 14 vid (1816) af Trolles kompani av 2. Sjöartilleriregementet i Karlskrona; generalmönstring 1817: "Kan läsa, skrifva och räkna. Befaren". - SMts 1814 för Kragerön (Norge); pensionsbrev nr 32.[2]
- John Hansson Lundberg, född 1788,  (levde 1831). - Antogs 1810 för nr 131 (Glömminge socken) vid 2. Ölands kompani; generalmönstring 1816: "befaren"; var 1823 korpral; avsked 16 oktober samma år. - SMts 1814 för Kragerön (Norge); pensionsbrev nr 85. [2]
- Nils Larsson Lundin, född 1771, (levde 1831). - Antogs 1790 för nr 158 (Stamnared socken) vid Norra Hallands kompani; generalmönstring 1816: "välbefaren". - SMts 1814; pensionsbrev nr 97. [2]
- Jonas Jonsson Lustig, från 1820 Glad, född 1778, död 4 juni 1830 (änka Anna Jansdotter). Antogs 1795 för nr 115 (Över- och Yttergran socken) vid 1. Sörmlands kompani; generalmönstring 1816: "Välbefaren"; var 1822 korpral; avsked 1827. - SMts 1808 för Styrbjörns äntring; pensionsbrev nr 82.[2]
- Flaggjunkare J. Löfström (en äldre SMts), tilldelad igen 1814.
- Sune Persson Målare, född 1796, död 24 februari 1851. - Antogs 1812 för nr 489 Jämshög socken) vid 3. Blekinge kompani; generalmönstring 1821: "Sjövan"; avsked 1827. SMts senast 1814.[2]
- Per Viktor Nordberg, död 22 februari 1797, död 1819/21. Kom i tjänst 1809 som skeppsgosse vid Arméns flotta, 1812 medelstyrman, samma år styrmansexamen, överstyrman 3 januari 1814, 1815 officersexamen och flaggjunkare, i tjänst ännu 1818. SMts, tilldelad 2 november 1814, dekorerad 11 december för Huth "å Fredriks Stads Västra Inlopp", fick pension från och med 1816. [2]
- Gustaf Fredrik Nyberg, född 26 juli 1793, död 18?? (levde 1821). 31 mars 1807 kom i tjänst vid Arméns flotta, 7 juli 1814 styckjunkare, i tjänst 1821. SMts 9 augusti 1814 för Fredrikstad, fick pension från och med 1816. [2]
- Charles Emil d'Orchimont, född 5 december 1795 i Strömstad, död 26 januari 1850 Levene (SAÄ:5). Sergeant vid Arméns flottas Göteborgseskader 24 februari 1814, styckjunkare samma år, underlöjtnant 17 januari 1815, slutligen major. SMts 9 augusti 1814 för Kragerön (Norge). [2]
- Johan Magnus Otto, född i Stockholm 1777,  (levde 1823). - Antogs 1795 som nr 67 vid Livkompani av Arméns flottas Volontärregementet i Stockholm; i tjänst ännu 1823. - SMts 1808 för Grönviksund; ånyo SMts 1814 för norska sjötåget; fick medaljpension från och med 1816. Dubbelmedaljerad.[2]
- C. F. Pahl, född 17(9)1 (väl fel för 1781?), död 18?? (levde 1823). Antogs vid Arméns flottas Göteborgseskader 1796, sergeant 31 december 1807, avsked 2 juli 1823. SMts 2 november 1814 för Fredrikstad (Norge), fick pension från och med 1816. [2]
- C- F. Palmström, född 13 december 1795, död 18?? (levde 1831). Antogs vid Arméns lottas Göteborgseskader 11 mars 1811, sergeant 31 januari 1813, styckjunkare 26 april 1816, i tjänst 1823, men hade avsked 1831. Bodde 1860 i Kristinehamn och kallas överstyrman. SMts 9 augusti 1814 för Kragerön (Norge); fick pension från och med 1816.  [2]
- Rask, född 17?? , död 18??. Var 1814 sergeant vid Arméns flottas Göteborgseskader. Smts 9 augusti 1814 för Kragerön (Norge), fick icke pension. [2]
- Rask, Johan, född i Älvsborgs län 1778. (levde 1818). - Antogs 24 september 1801 vid Arméns flotta; var 1817 före detta nr 22 vid Livkompaniet av Göteborgs eskader. - SMts 1814; fick medalj pension från och med 1817, då hans adress varit okänd föregående år. [2]
- Ricktig, Båtsman 1. Blekinge komp. nr 161, Örlogsflottan (SMts 1813), tilldelad igen 1814.
- Olof Roselius, född i Örebro län 1769, (levde 1823). - Antogs 1793 vid Arméns flotta; var 1815 korpral nr 50 vid Livkompani av Arméns flottas Livkompani i Stockholm; i tjänst 1821, men hade 1823 avsked. - Han blev 1819 på egen begäran nedflyttad till volontär nr 63; civilyrke garvare. - SMts 1808 för Grönviksund; ånyo SMts för norska sjötåget 1814; fick medaljpension från och med 1816. Dubbelmedaljerad. [2]
- Jonas Skog, född i Skaraborgs län 1784,  (levde 1831). Antogs vid Arméns flotta 6 december 1811; var 1817 vicekorpral nr 19 vid Livkompaniet av Göteborgs eskader; i tjänst 1823 men hade avsked 1831. - SMts 1814; medalj pension från och med 1816.[2]
- Anders Snäll, född i Finland 1784,  (levde 1819). - Antogs 1813 vid Arméns flotta; var 1815 nr 12 vid 7. kompani av Volontärregementet i Stockholm; överlämnad till Överståthållararämbetet 20 december 1818 "för vanart". '- SMtf 1808 (då han tjänade i Armén); SMts 1814 för Norgefälttåget; medaljpension från och med 1816. Dubbelmedaljerad. [2]
- Jöns Snäll, född i Norge 1769,  (levde 1823). - Volontär. Antogs 1795 vid Arméns flotta; var 1814 nr 8 vid Överstelöjtnantens kompani av Göteborgs eskader; avsked 30 september 1815. - SMts senast 1809; ånyo SMts 1814; medaljpension från och med 1816. Dubbelmedaljerad.[2]
- Carl Fredrik Stare, född i Göteborg 1793, död 1823. - Antogs 1812 som förstärkningsbåtsman nr 187 vid (2. Norrlands (2. del) kompani) av Arméns flotta; avsked senast 1815; blev 1817 gardist nr 8 vid 2. Majorens kompani av Svea Livgarde (1818); civilyrke skräddare. - SMts 1814; fick pension först från och med 1818.[2]
- Carl Gustaf Stjernberg, född 25 november 1794, död i Karlskrona 5 oktober 1870. Antogs vid Örlogsflottan 1814, arklimästare (senare kallat underkonstapel) vid Örlogsflottan 25 augusti 1813, Generalmönstring 1823: "Swarat godt", 4 goda sjötåg, pålitlig i land, god hälsa, Generalmönstring 1825: "Rask och oförtruten", flaggkonstapel 14 mars 1844, i tjänst ännu 1845 såsom "utmärkt skicklig uppbördskonstapel". SMts 9 augusti 1814 för Kragerön (Norge), pensionsbrev nr 12. [2]
- Flaggjunkare Anders Svanberg, Örlogsflottan (en äldre SMts), tilldelad igen 1814.
- Christopher Johansson Torsk, se Sparf och Trana, född 1778, död 6 mars 1823; efterlämnade endast liten dotter. - Antogs 1809 för nr 122 (Orust härad) vid 1. Bohusläns kompani; generalmönstring 1816: "välbefaren"; var 1823 korpral. - SMts 1814; pensionsbrev nr 91. [2]
- O. Törnsten, född 17??, död 18?? (levde 1816). Var 1814 styckjunkare vid Arméns flottas Göteborgseskader. SMts 9 augusti 1814 för Kragerön (Norge). [2]

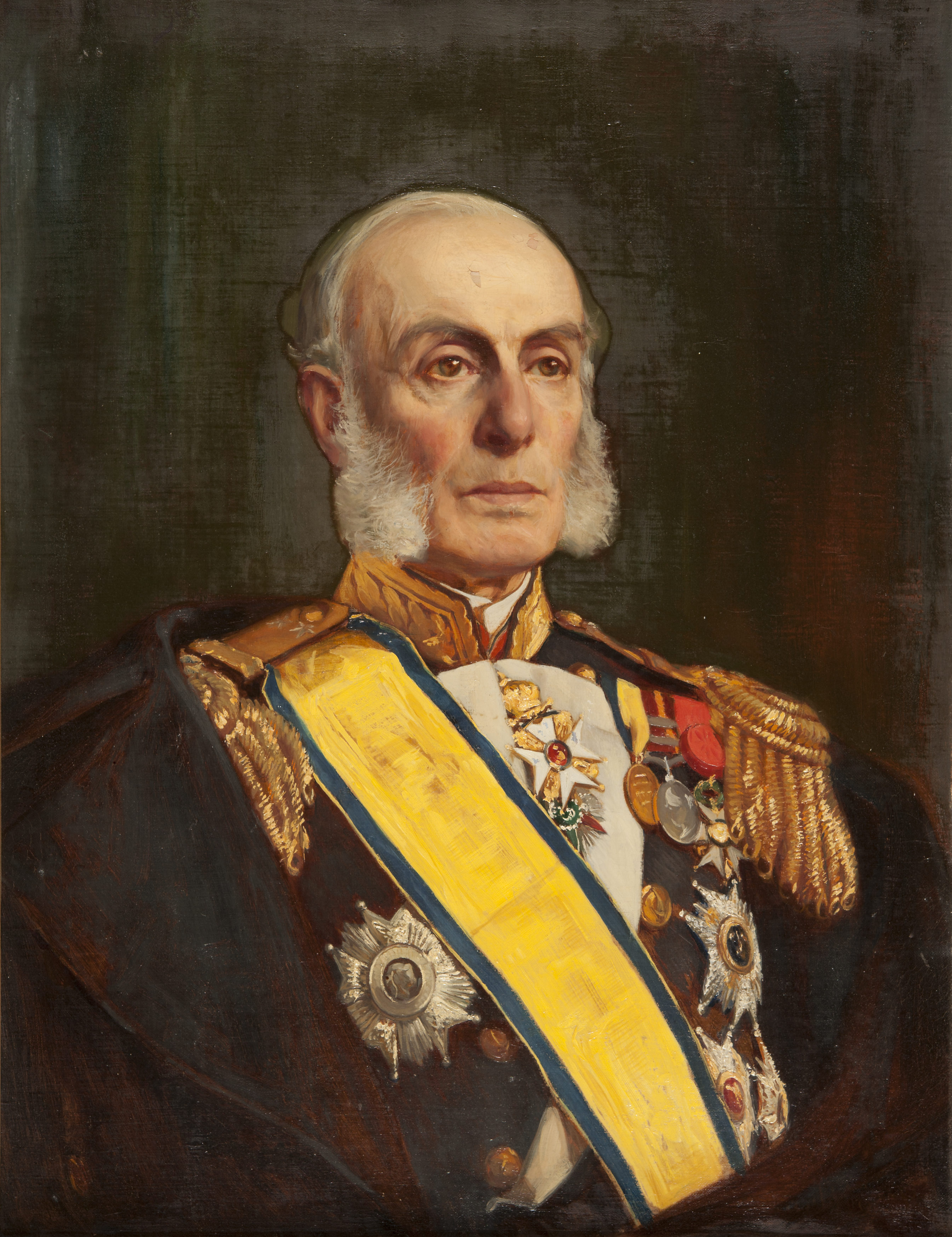
Carl Philip Samuel Virgin

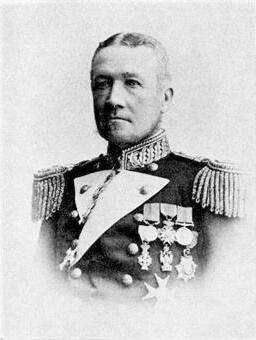
Hjalmar af Klintberg

- Peter Gustaf Wahlgren, , född 1784, död 29 juli 1825. Antogs vid Örlogsflottan 1804, arklimästare 28 augusti 1803; konstapel 22 juni 1818, Generalmönstring 1823: "Swarat hjelpligt", 4 goda sjöresor, opålitlig i land, god hälsa, Generalmönstring 1825 tillfogar: "Rask, men har smak för starka drycker, duger icke till Upbörds Constapel.". SMts 2 november 1814 för Norge, hade 1815 förlorat medaljen på briggen Svalan och fick 20 september 1816 ny på egen bekostnad; pensionsbrev nr 8. [2]
- Jakob Andersson Wallman, född 1776, (levde 1831). - Antogs 1793 för nr 282 (Orust härad) vid 1. Bohusläns kompani; generalmönstring 1816: "befaren"; hade avsked 1823. - SMts 1814; pensionsbrev nr 96. [2]
- Anders Wetterberg, född i Ulricehamn 1785, (levde 1815). - Antogs 29 oktober 1810 vid Arméns flotta; var 1814 nr 38 vid Tygmästarens kompani av Göteborgs eskader; rymde 1815. - SMts 1814. [2]
- Wetterström, född 17?? , död 18?? (levde 1815). Var 1814 furir vid Hallands Infanteribataljon. SMts 9 augusti 1814 för Kragerön (Norge). [2]
- Johan P. Wigelsten, ,född 1797, död (1841?), (änkan Lovisa Nyman, död 12 juli 1855). Antogs 1813 till kofferdikarl nr 6 på major Melanders kofferdibåtsmanskompani av Örlogsflottan, blev 1819 högbåtsman, Generalmönstring 1825: "Swarat wäl", 4 goda sjöresor, mindre god i land, god hälsa, i tjänst ännu 1831. SMts 1814 för Norge, pensionsbrev nr 35. [2]
- Båtsman 1. Bohusläns komp. nr 243 Wind, Örlogsflottan (SMts 1808), tilldelad igen 1814.
- Lars Peter Åström, född 17??, död 18?? (levde 1817). Blev extra sergeant vid Arméns flotta 9 maj 1810, hade 15 april 1815 till 14 april 1816 utrikes permission, i tjänst ännu 1817. SMts 2 november 1814 för Fredrikstad (Norge), fick pension från och med 1816. [2]

## UnderAndra anglo-burmesiska kriget

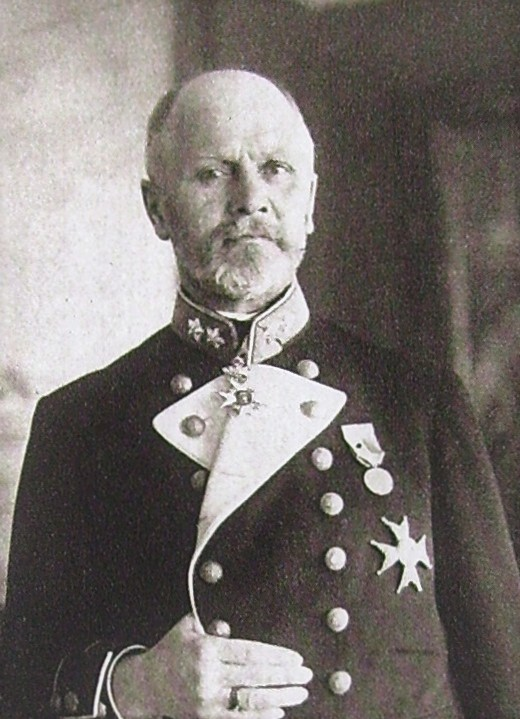
Viceamiral Gustaf Dyrssen, den senaste mottagaren av medaljen För tapperhet till sjöss

- Carl Gustaf von Otter, i engelsk tjänst. Tilldelad guldmedalj  1860.[24]

## UnderSepoyupproret1858
- Axel Reinhold Ferdinand Ludvig Lind af Hageby, tilldelades guldmedaljen 1860[25]

## UnderAndra opiumkriget
- Philip Virgin i engelsk tjänst 1857-59, tilldelades guldmedaljen efter att ha utmärkt sig i stormningarna av Kanton och befästningarna kring Pei-Ho-floden.[26][27]

## Nyzeeländska krigen
- August Fredrik Hjalmar af Klintberg i engelsk tjänst 1863-1865, tilldelades guldmedaljen efter att ha utmärkte sig vid flera tillfällen under kriget, särskilt vid stormningen av Gate Pah.[28]

## UnderAnglo-egyptiska kriget 1882
- Gustaf Dyrssen, Tilldelad guldmedalj 1885.[29]

## Utan angivelse av krig
- Bengt Bergquist, född i Bohuslän 1771, död i Göteborg i februari 1830. Antogs vid Arméns flotta 15 maj 1801; var 1814 nr 14 vid Livkompani av Göteborgs eskader; avsked 6 juni 1815. SMts 18?? ; pension från och med 1816; han fick 30 juni 1817 föregående års pension i efterskott sedan det visat sig, att han uteglömts på rekvisitionen på grund av slarv. [2]
- Emanuel Corneer,  född 1764, död 18?? (levde 1823). Antogs 1790 vid Örlogsflottan, flaggkonstapel 28 augusti samma år, är 1816 uppbördsman "vid Bergsprängningen", examen samma år: "Grundelig kunskap; utmärkt god conduite". SMts 1??? (har den 1816), fick icke pension. [2]
- Matts Ersson, född i Valö socken 20 november 1792, död i Söderhamn 10 januari 1872. Antogs 18?? som förstärkningsbåtsman for nr 16 Valö (likn socken) vid Norra Roslags kompani:s 1. del av Armens Flotta; avsked 1815. Blev frälsebonde i Norrby (Forsmark socken), men flyttade 3 januari 1869 till en dotter i Söderhamn. - SMts 18?? ; pensionsbrev nr 139. [2]
- Per Andersson Frisk, född i Roslagen 1786, (levde 1824). Antogs 1807 för nr 37 Bärby (Edebo socken) vid Norra Roslags kompanis 2. del av Armens flotta; generalmönstring 1816: "sjövan"; avsked 182?/23. - SMts 1??? ; fick pension först från och med 1818. [2]
- C. G. Gerle, född 17??, död 18?? (levde 1826). Var 1816 före detta styckjunkare vid Arméns flottas Stockholmseskader, bodde i Stockholm ännu 1826. SMts ?; fick medaljpension från och med 1818. [2]
- Fredrik Hejne, född i Zerbst (Anhalt) 1798, död oktober 1831. Antogs 11 augusti 1823 vid Örlogsflottan; var 1825 nr 64 på 5:te kompani av 1. Sjöartilleriregementet (tidigare nr 11 på Cederströms kompani); 1824: "Kan skrifva och rekna". Efterlämnade i Karlskrona en fader- och moderlös minderårig son utan släktingar. Medaljen och pensionsbrevet kunde ej återfinnas. SMts (kanske SMtf) 18??. [2].
- Sven Jansson, , född 1776, död 18?? (levde 1831). Antogs vid Örlogsflottan 1796, konstapel 12 januari 1811, generalmönstring 1823: "Swarat godt", 10 rekommenderande sjötåg, pålitlig i land, god hälsa, är uppbördsman på sjökastellet Kungsholmen; generalmönstring 1824 tillägger: "med kännedom förenar drift och ordning som upbördsman", fortfarande i tjänst 1831. SMts senast 1809, pensionsbrev nr 5, fick något av åren 1824/29 Dykeridirektionens SM.[2]
- Hans Nilsson Kjerne, född 1766, (levde 1831). - Antogs 1789 för nr 158 vid 2. Norrlands kompani:s 1. del ay Armens Flotta; var 1818 korpral; generalmönstring 1816: "befaren". - SMts 1819 30/11 av Konungen; pensionsbrev nr . . . översänt s. ~. 2/12. [2]
- Matts Leander, född 17??, död 1816/17. - Geneneraladjutanten tackar 19 juni 1817 1andshövdingen i Umeå för återsändningen av "sjöman" Leanders båda medaljer och översänder 1 riksdaler i lösen. Dubbelmedaljerad. [2]
- Nils Carlsson Kärrström,  född 1775,  (levde 1816). Antogs 1792 för nr 174 Kärremäla (Visfjärda socken) vid 3. Södermöre kompani; generalmönstring 1810: "Befaren". - Anges 22 december 1815 av kompanichefen inneha "hederstecken". [2]
- P. A. Lillja, född 1767, född 17 januari 1818. Antogs 1787 vid Örlogsflottan, konstapel 19 november 1790, examen 1816: "Hjelpelig kundskap; pålitelig conduite." SMts 1??? (har den 1816). [2]
- Nils Nilsson Lindman, född 1769, (levde 1816). Antogs 1789 för nr 93 Bellstorp (Torsäs socken) vid 3. Södermöre kompani. - Anges 22 december 1815 av kompanichefen inneha "hederstecken".[2]
- Ljunggren, Carl, född 1780, död 18?? (levde 1829). Antogs vid Örlogsflottan 1804, arklimästare 6 augusti 1805, konstapel 24 juli 1820, Generalmönstring 1823: "Svarat försvarligt", 2 rekommenderande sjötåg, "kunnig och ordentlig" uppbördsman vid Artillerimaterialboden och Tillverkningskammaren, flaggkonstapel 112 oktober 1824, i tjänst ännu 1831. SMts 18??, fick icke pension. [2]
- Anders Olsson Majström,  född 1770, (levde 1816). Antogs 1789 för nr 103 Majdegärde (Torsäs socken) vid 3. Södermöre kompani; generalmönstring 1810: "Befaren". - Anges 22 december 1815 av kompanichefen inneha "hederstecken".[2]
- Olof Lundgrensson Sand, född i Roslagen 1762, (levde 1824). Antogs 1784 för nr 97 Sanda (Harg socken) vid Norra Roslags kompani:s 1. del av Armens flotta; generalmönstring 1816: "befaren"; avsked "för ålderdoms bräcklighet" 13 januari 1816; "har 2:ne blessurer". - SMts 1??? ; fick pension från och med 1816.  [2]
- Segelbaden (? = Segebaden),född 2 februari 1766, död 181?. Antogs vid Arméns flotta 24 februari 1790, sergeant 14 februari 1807, styckjunkare 24 december 1812 vid Göteborgseskadern. SMts före 1815. [2]
- Per Svensson Svärmare, sedan Skärman, född 1777, (levde 1816). Antogs 1794 för nr 217 Rotevik (Söderäkra socken) av 3. Södermöre kompani; generalmönstring 1816: "Befaren". Anges 22 december 1815 av kompanichefen inneha "hederstecken".[2]
- Anders Åberg, född 1753, död 18?? (levde 1816). Antogs 1773, flaggskeppare vid Örlogsflottan 6 november 1790, examen 1816: "Svarat wäl, med god practisk kännedom; god conduite"; avsked 11 juni 1818. SMts 1???, fick icke pension. [2]
- Wählberg, Carl Olsson, född på Väddö 1784, t 18 .. (levde 1831). - Antogs 1809 för nr 82 vid Norra Roslags kompani:s 2. del av Armens Flotta; i tjänst ännu 1823. - SMts 1 ... ; fick pension först från och med 1818.  [2]
- Jan Kansson Åberg, född i Roslagen 1770, (levde 1831). Antogs 1788 för nr 101 (Söderby socken) vid Norra Roslags kompani:s 2. del av Armens Flotta; generalmönstring 1816: "sjöbefaren"; i tjänst 1818, men hade avsked 1821. - SMts 1??? ; fick pension först från och med 1818. [2]
- Samuel Jansson Åhl, född i Roslagen 1770, (levde 1831). Antogs 1788 för nr 33 (Ununge socken) vid Norra Roslags kompani:s 2. del av Armens Flotta; generalmönstring 1816: "välbefaren"; var 1823 korpral; i tjänst ännu 1824. - SMts 1??? ; fick pension först från och med 1818.  [2]
- Nils Jansson Öfverdahl, född 1793,  (levde 1823). Antogs 1809 för nr 36 vid 2. Norrlands kompanis 2. del av Arméns Flotta; generalmönstring 1816: "obefaren". - SMts 1??? ; fick pension först från och med 1818.  [2]